# Kolumbien
Kolumbien (amtlich República de Colombia [reˈpuβ̞lika ð̞e koˈlombja] ⓘ, deutsch Republik Kolumbien; Kurzform auf Spanisch Colombia; abgeleitet von Christoph Kolumbus) ist eine Republik im nördlichen Teil von Südamerika und bevölkerungsmäßig der zweitgrößte und flächenmäßig viertgrößte Staat Südamerikas. Er grenzt sowohl an den Pazifischen Ozean als auch an das Karibische Meer und auf dem Festland im Nordwesten an Panama, im Osten an Venezuela, im Südosten an Brasilien, im Süden an Peru und im Südwesten an Ecuador. Bogotá ist wirtschaftliches und kulturelles Zentrum Kolumbiens und Hauptstadt des Landes.
Ursprünglich war das Land von einer Vielzahl indigener Völker bewohnt. Ab 1510 wurde es von Europäern besiedelt und mit der Zeit von Spanien kolonialisiert. In der Kolonialzeit war Kolumbien zuletzt Teil des spanischen Vizekönigreichs Neugranada. 1810 erlangte dieses seine Unabhängigkeit von Spanien.
Kolumbien leidet seit Mitte des 20. Jahrhunderts unter bewaffneten Konflikten. Bei der Präsidentschaftswahl 2022 wurde mit Gustavo Petro zum ersten Mal in der republikanischen Geschichte Kolumbiens ein ehemals revolutionärer Linker zum Präsidenten des Landes gewählt.

## Geografie
Kolumbien liegt im Nordwesten Südamerikas und grenzt sowohl an den atlantischen (1626 km Küstenlinie) als auch an den Pazifischen Ozean (1448 km). Im Südwesten grenzt Kolumbien an die Nachbarstaaten Ecuador (590 km Grenzlinie) und Peru (1626 km), im Südosten an Brasilien (1645 km), im Nordosten an Venezuela (2050 km) und im Nordwesten an das seit 1903 von Kolumbien abgetrennte Panama (225 km).
Die Gesamtlänge der kolumbianischen Landesgrenze beträgt 6136 Kilometer.
Der Erdäquator verläuft durch Kolumbien (siehe auch Staaten, Inseln und Städte am Äquator).

### Naturräumliche Gliederung

Naturräume Kolumbiens

Kolumbien gliedert sich in sechs unterschiedliche Großräume.
Es sind die Región Caribe, die am Karibischen Meer anliegt, die Región insular, die die Inseln in der Karibik (San Andrés und Providencia) und im Pazifischen Ozean (Malpelo und Gorgona) umfasst, die Región del Pacífico, die an den Pazifischen Ozean grenzt, die Región Andina (Andenregion) mit den Anden, dominiert von der Zentralkordillere, die Región de la Orinoquía, einem Teil der Llanos-Ebenen, hauptsächlich im Flussgebiet des Río Orinoco entlang der Grenze zu Venezuela und die Región Amazónica mit dem Amazonas-Regenwald.
Die westliche Hälfte Kolumbiens wird von den Anden geprägt, bedeutsam ist besonders die Zentralkordillere. Das höchste Gebirge ist die Sierra Nevada de Santa Marta mit 5775 m. Zwischen den Andenketten fließt der Río Magdalena sowie der Río Cauca, die beide ins karibische Meer entwässern. Der Westen Kolumbiens entwässert großteils über den Río Atrato in die Karibik sowie über die Flüsse Río San Juan und Río Baudó in den Pazifik.
Das weitgehend ebene karibische Küstentiefland Kolumbiens ist, vom Küstenstreifen abgesehen, relativ dünn besiedelt und von großflächigen Sumpfgebieten geprägt.
Dünn besiedelt ist, von wenigen Hafenstädten abgesehen, auch das im Westen Kolumbiens befindliche pazifische Küstentiefland. Es ist von einem immerfeucht-heißen Klima mit hohen Niederschlägen geprägt und mit tropischem Regenwald bedeckt.
Der Südosten Kolumbiens umfasst den kolumbianischen Teil Amazoniens. Diese Region ist ebenfalls nahezu vollständig von dichtem Regenwald bedeckt. Aufgrund der Entwässerung lässt sich das Gebiet in zwei Teile (Orinokien und Amazonien) aufteilen, die entwässernden Flüsse münden im Orinoco oder im Amazonas.

### Klima

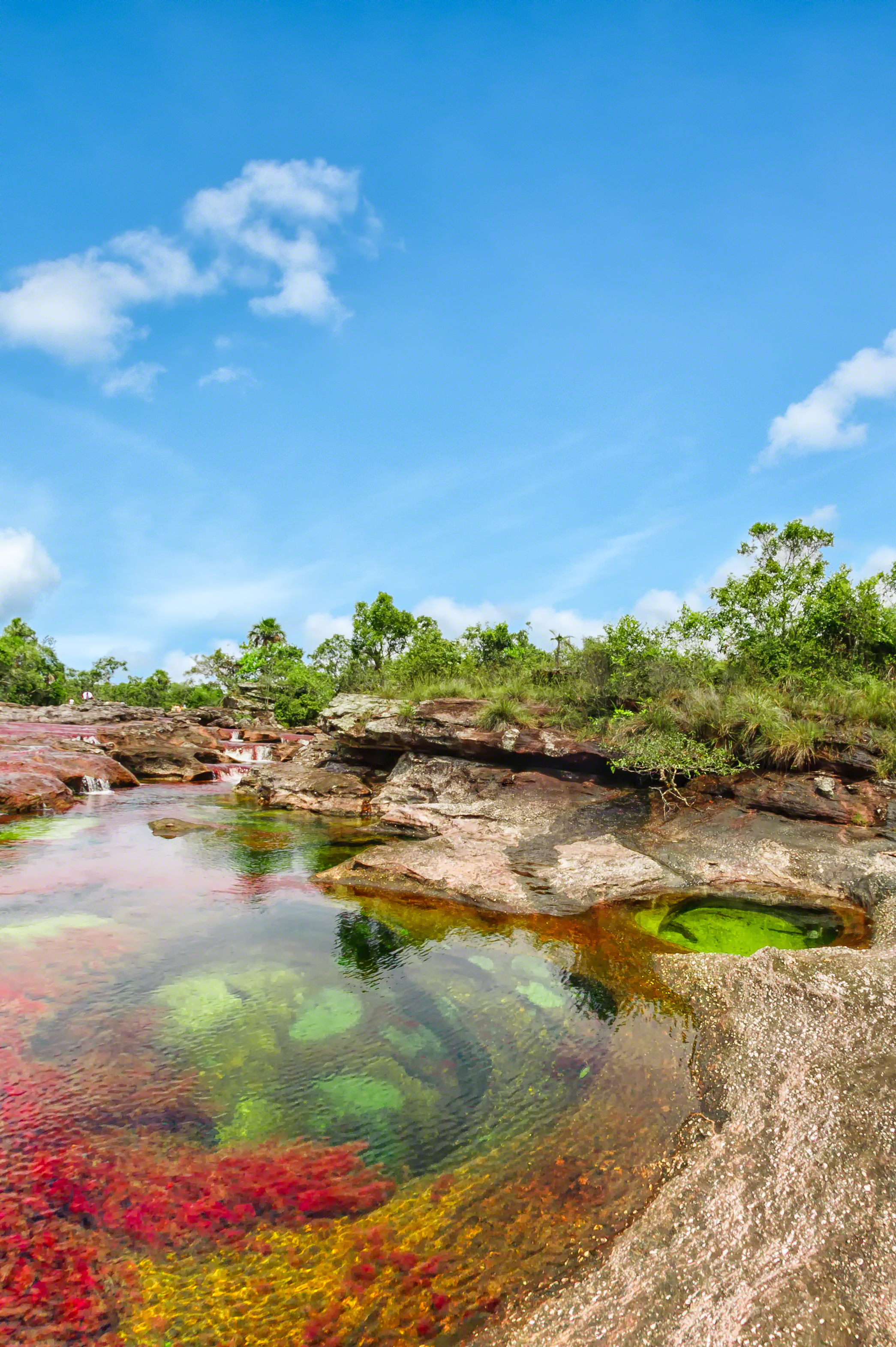
Der Caño Cristales ist ein Fluss im Departamento del Meta

Da der Äquator durch Kolumbien läuft, liegt das Land in der tropischen Klimazone. Der Norden, also die Karibikküste, ist deutlich trockener als der Rest des Landes. Je nach Meereshöhe unterscheidet man vier Klimaregionen. In den Flachländern (Llanos) herrscht tropisches Klima über 24 °C, zwischen 1000 und 2000 m gemäßigtes Tropenklima (17–30 °C), zwischen 2000 und 3000 m kalttropisches (12–17 °C) und in den Bergregionen (Páramos) ab 3000 m Höhe hochalpines Gletscherklima (unter 12 °C).
Die Hauptstadt Bogotá liegt auf einer Höhe von 2600 m über dem Meeresspiegel und hat ein Jahresmittel von 14 °C. Jährlich gibt es zwei Regenzeiten (April und Oktober) und zwei Trockenzeiten, die aber nicht extrem ausfallen.
Am Westrand der Anden fällt die größte Menge an Niederschlag. Im südlichen Teil des Landes werden ca. 3000 mm Niederschlag pro Jahr gemessen, im Norden bis zu 10.000 mm. Einige Orte mit einem Niederschlagsvolumen von bis zu 16.000 mm im Jahr gehören zu den regenreichsten Gebieten der Erde.
In den östlichen Landesteilen regnet es weniger stark. Die Niederschlagsmenge in den Hochtälern und Hochbecken beträgt aufgrund der Regenschattenseite etwa 1000 mm. Teile der Karibikküste sind aufgrund des Passatwindes sehr regenarm (unter 400 mm jährlicher Niederschlag).
Die ersten Monate der Trocken- bzw. der Regenzeit sind Dezember und Januar sowie Mai bis Juli. Die Touristenorte werden allerdings zu dieser Jahreszeit auch von den Kolumbianern regelmäßig besucht. Gegen Ende der Trockenzeit ist das Land verdorrt und am Ende der Regenzeit toben die Tropenstürme. Überschwemmungen sind keine Seltenheit. Im Hochland kann es nachts kalt werden.

### Umwelt

#### Biodiversität
Hinsichtlich der Artenvielfalt belegt Kolumbien in Südamerika den zweiten Platz: Zehn Prozent der weltweit vorhandenen Arten sind auf kolumbianischem Boden vertreten. Mit einer enorm hohen Biodiversität und aufgrund der großen Zahl von endemischen Arten, Gattungen und Familien sowie vielfältigen Ökosystemen gehört Kolumbien zu den Megadiversitätsländern dieser Erde und beherbergt mit der Ökoregion Tumbes-Chocó-Magdalena an den Anden-Westhängen (bis Costa Rica reichend) das artenreichste von fünf weltweiten Zentren der Megadiversität. Aufgrund der Gefährdung für die Natur gehört diese Region zu den internationalen Hotspots der Vielfalt.
53,2 Millionen ha der Fläche Kolumbiens sind mit natürlichen Wäldern bedeckt; 21,6 Millionen ha mit anderen Vegetationstypen der Savannen-, Trocken- und Feuchtgebiete; 1,1 Millionen mit Gewässern, schneebedeckten Gebirgen, urbanen Siedlungen, wenigstens 38,4 Millionen ha der Fläche Kolumbiens werden landwirtschaftlich bewirtschaftet bzw. erschlossen. Die wichtigsten Ökosysteme Kolumbiens sind die feuchten Tropenwälder (378.000 km²), die Savannenebenen (105.000 km²), Auen und Torfwälder (95.000 km²), der Andenwald (45.000 km²) sowie die Nieder- und Amazonaswälder (36.000 km²).
Der größte natürliche Reichtum des Landes ist seine Flora, insgesamt kommen in Kolumbien zwischen 45.000 und 55.000 Pflanzenarten vor, davon allein 3500 Orchideenarten, also 15 % aller auf der Welt existierenden Orchideenarten. Auch das Tierreich ist mit insgesamt 2890 Landwirbeltierarten sehr vielfältig: mit 1721 Vogelarten sind 20 % aller weltweit vorkommenden Arten und mit 358 Säugetierarten sieben Prozent der weltweit vorkommenden Arten vertreten. Die Zahl von 819 Amphibienarten ist die weltweit zweitgrößte nach Brasilien.
Kolumbien verfügt jährlich über 2,1 Milliarden m³ Wasserressourcen, die aus Feuchtgebieten, Sümpfen, Lagunen, Flüssen und anderen fließenden Gewässern stammen und das Grundwasser speisen.
Heterogene Bodenbedingungen, unterschiedliche Höhenstufen und Klimazonen, die den Übergang und Kontakt zwischen Amazonas und Anden einschließen, bedingen eine große Biodiversität mit einer hohen Anzahl endemischer Arten. Kolumbien ist eines der Länder mit der größten Artenvielfalt pro Gebietseinheit weltweit: Mit nur 0,7 % Anteil an der weltweiten Festlandsmasse vereinigt das Land zehn Prozent aller Tier- und Pflanzenarten des Planeten auf seinem Staatsgebiet. Obwohl Kolumbien den Schutz seiner natürlichen Ressourcen bereits seit den 1970er Jahren vorantreibt, haben neben natürlichen Umweltkatastrophen (häufig entweder bedingt durch extreme Trocken- oder Regenzeiten) vor allem das dynamische soziale und wirtschaftliche Wachstum und die militärischen Auseinandersetzungen in den letzten Jahrzehnten erhebliche Umweltschäden mit sich gebracht.

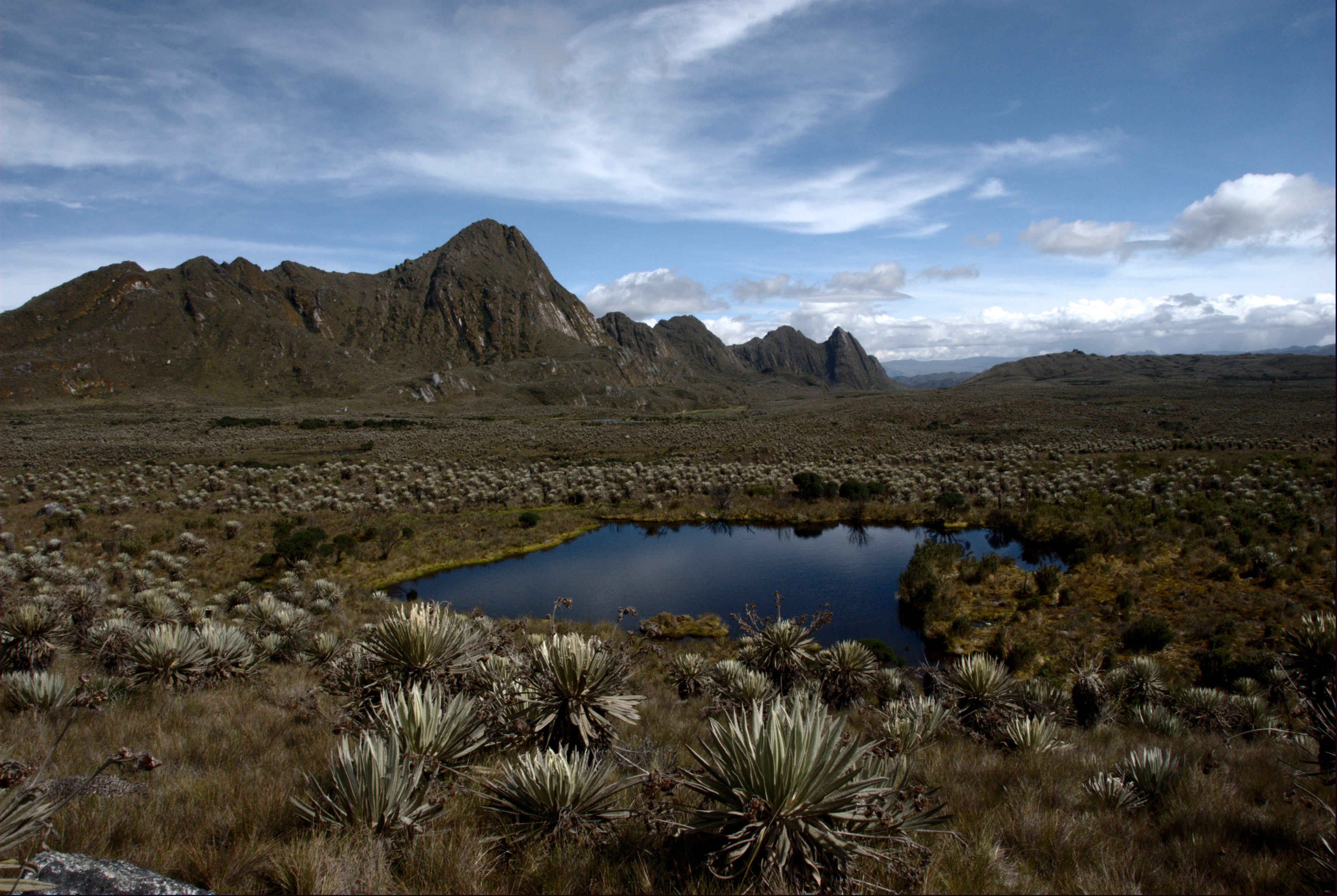
Sumapaz Paramo (Cundinamarca, Kolumbien)

Mit der Verfassung von 1991 hat sich das Land explizit einer nachhaltigen Entwicklung verschrieben; etwa 60 Verfassungsartikel beziehen sich direkt oder indirekt auf die Umwelt. Den normativen Rahmen für die Ausgestaltung dieser Vorgaben bildet das Gesetz 99 von 1993, durch das ein Umweltministerium als Bestandteil des Nationalen Umweltsystems (Sistema Nacional Ambiental, kurz SINA) geschaffen wurde. Zum SINA gehören neben dem Ministerium unter anderem die Regionalentwicklungsbehörden, die mit dem Management der natürlichen Ressourcen und ihrer nachhaltigen Entwicklung beauftragt sind, städtische Umweltplanungsbehörden und -systeme wie das DAMA in Bogotá und der Ecofondo, der Zusammenschluss aller Umwelt-NGOs. Staatliche Umweltpläne sollen zur Erreichung der ehrgeizigen Ziele beitragen. Allerdings werden den Regionalentwicklungsbehörden unter anderem überhöhte Betriebskosten, fehlende Investitionen in Umweltprogramme und die Aufgabe wieder aufgeforsteter Gebiete vorgeworfen. Diese und andere Mängel sollen deshalb mittels einer weitgreifenden Umweltsektorreform beseitigt werden. Dazu wurde bereits im März 2003 ein Gesetzesvorschlag vorgelegt; darüber hinaus wurde das Umweltministerium im April 2003 zum Ministerio de Ambiente, Vivienda y Desarollo Territorial fusioniert. Derzeit gibt es Bestrebungen, die bereits seit Jahrzehnten bestehende Nationalparkverwaltung (UAESPNN – Unidad Administrativa Especial del Sistema de Parques) umzustrukturieren.
Während der Präsidentschaft Uribe wurde oft über Rückschritte berichtet, insbesondere, da die Umwelt- und Naturzerstörung als Folge des bewaffneten Konflikts von Jahr zu Jahr stieg.
Mit Unterstützung der EMPA Dübendorf wurde Kolumbien ab 2008 ein Pionier im Recycling von Elektroschrott in Südamerika. Bis ins Jahr 2018 folgten sukzessive Vorschriften des Staates zum Ausbau des formellen Recyclings, ohne dass die Unternehmer sich dagegen sperrten. Die Verkleinerung des informellen Sammelsektors gestaltet sich schwierig, weil Drogenhändler diesen zur Geldwäsche verwendeten.

#### Biosphärenreservate
Die UNESCO erklärte insgesamt fünf Gebiete in Kolumbien zu Biosphärenreservaten:
- Parque Nacional Natural El Tuparro (seit 1979) Areal in ha: 548.000
- Nudo de los Pastos (seit 1979) Areal in ha: 175.300
- Parque Nacional Natural Sierra Nevada de Santa Marta (seit 1979) Areal in ha: 2.115.800
- Santuario de fauna y flora Ciénaga Grande de Santa Marta (seit 2000) Areal in ha: 493.150
- Parque Nacional Natural Old Providence (seit 2000) Areal in ha: 5348 auf Old Providence

#### Verschmutzung
Etwa 25 % der Feuchtgebiete Kolumbiens sind in den letzten Jahrzehnten verschwunden, vor allem infolge von Bergbauaktivitäten, Entwaldung und Flussverschmutzung.
Die Regierung plant mit ihrem Nationalen Entwicklungsplan 2018–2022 eine Wiederbelebung der Gold- und Kupfermärkte. Darüber hinaus sind für 2022 161 neue Ölbohrplätze geplant, viermal mehr als die 46 bestehenden Standorte im Jahr 2018. Fracking wird 2019 legalisiert.
Die Luftverschmutzung verursacht nach Angaben der Regierung in Kolumbien jährlich mindestens 17.500 Todesfälle. Kolumbien ist nach Daten von Greenpeace das fünftverschmutzteste Land Lateinamerikas (nach Mexiko, Chile, Peru und Brasilien).

### Städte

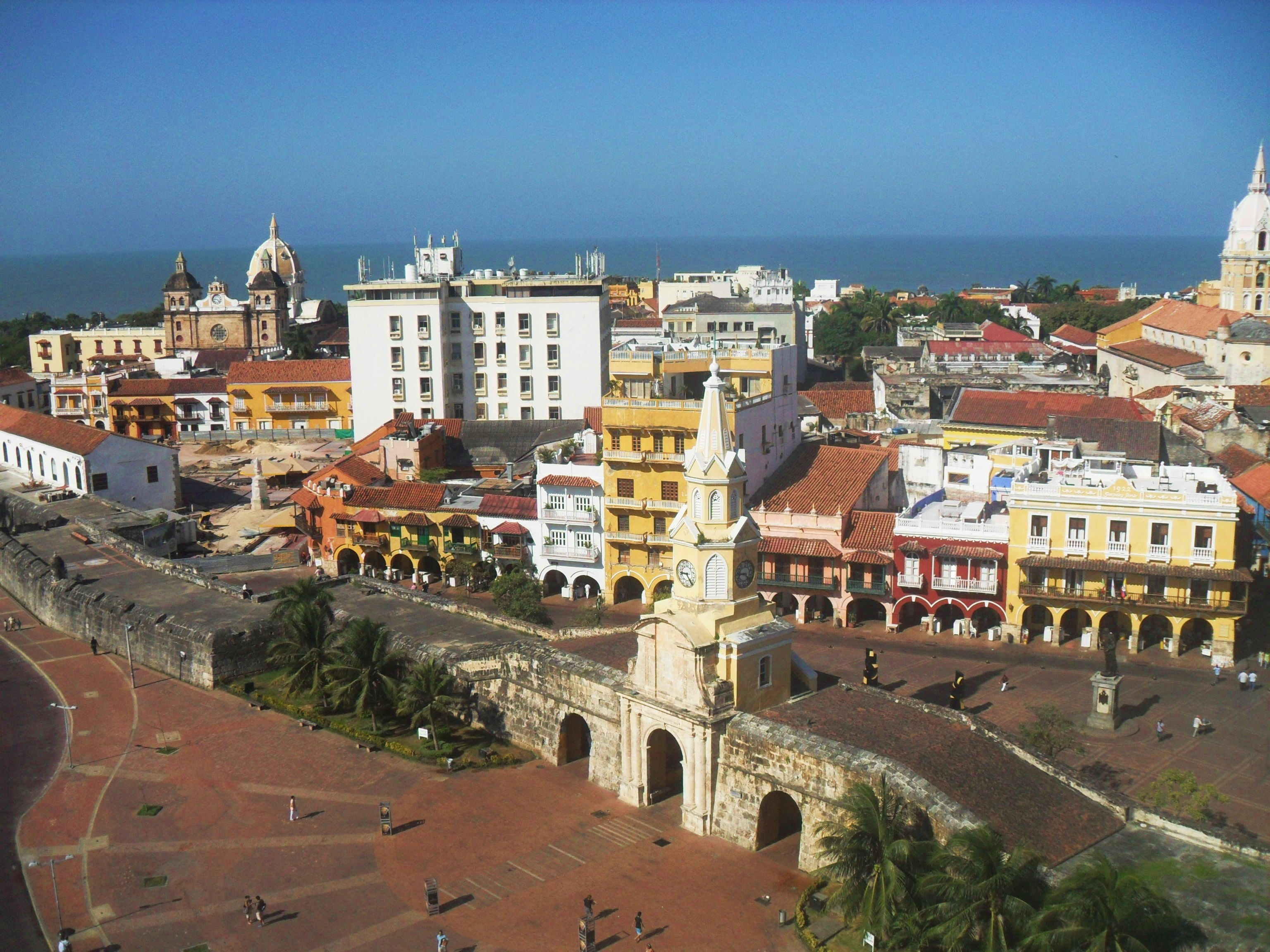
Cartagena de Indias, kolonialzeitliches Zentrum …

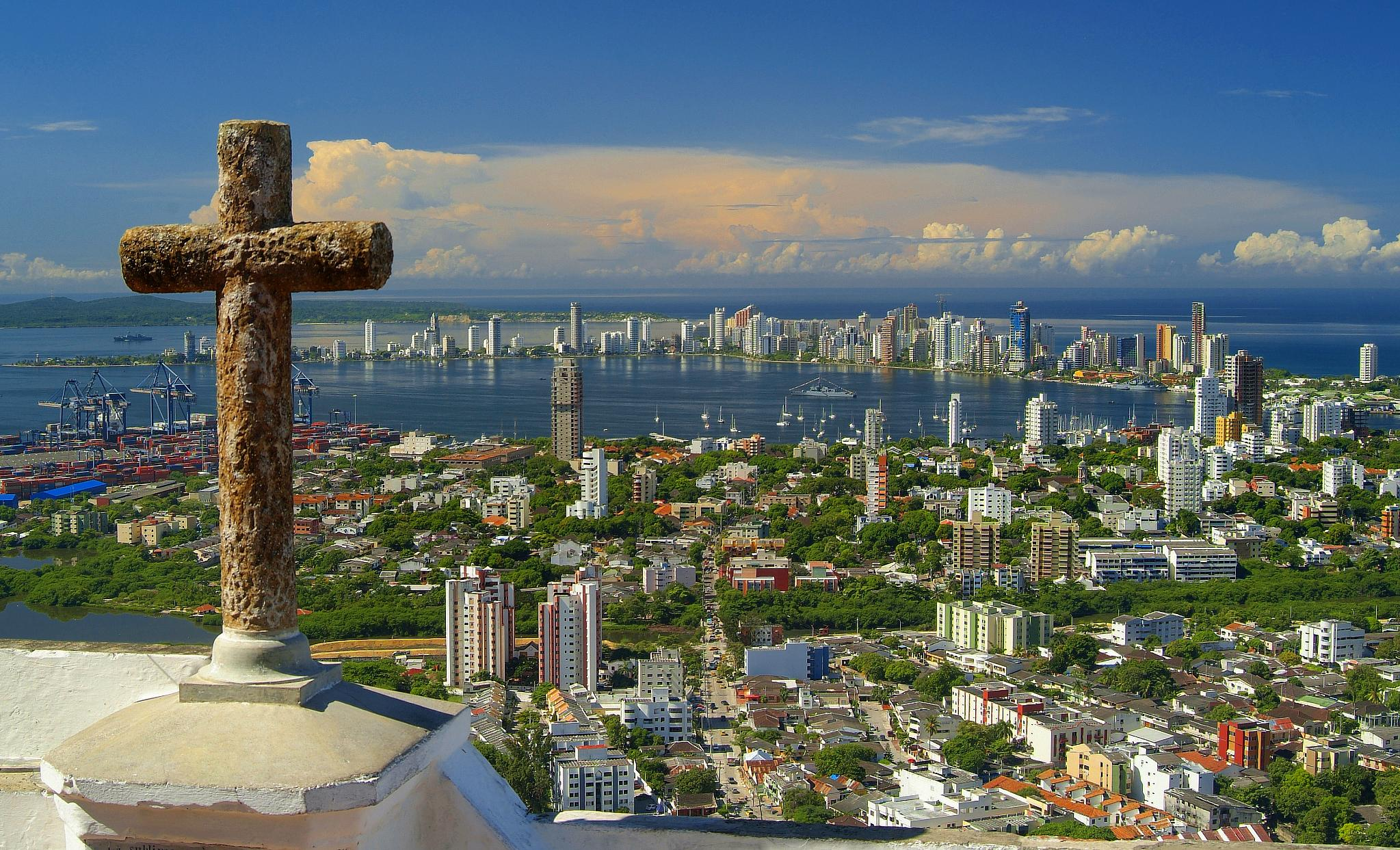
… und Blick zum Hafen

Im Jahr 2023 lebten 82 Prozent der Einwohner Kolumbiens in Städten. Kolumbiens größte Städte sind:
- die Hauptstadt Bogotá
- Medellín
- Cali
- Barranquilla
- Cartagena de Indias
- Ibagué
- Manizales
- Pereira
- Santa Marta
- Cúcuta
- Bucaramanga

## Bevölkerung

### Demographie
Kolumbien hatte 2022 51,9 Millionen Einwohner und war damit der nach Brasilien bevölkerungsreichste Staat Südamerikas. Das jährliche Bevölkerungswachstum betrug + 0,7 %. Zum Bevölkerungswachstum trug ein Geburtenüberschuss (Geburtenziffer: 13,9 pro 1000 Einwohner vs. Sterbeziffer: 7,4 pro 1000 Einwohner) bei. Die Anzahl der Geburten pro Frau lag 2022 statistisch bei 1,7, die der Region Lateinamerika und die Karibik betrug 1,8. Die Lebenserwartung der Einwohner Kolumbiens ab der Geburt lag 2022 bei 73,7 Jahren (Frauen: 77,1, Männer: 70,3). Der Median des Alters der Bevölkerung lag im Jahr 2021 bei 30,8 Jahren. Im Jahr 2023 waren 21,1 Prozent der Bevölkerung unter 15 Jahre, während der Anteil der über 64-Jährigen 9,4 Prozent der Bevölkerung betrug. "
Auf Grund seiner Geschichte hat Kolumbien eine sehr diversifizierte Bevölkerungsstruktur. 74 % der Gesamtbevölkerung leben in den Ballungsgebieten und Städten, hauptsächlich in den Tälern des Río Magdalena und des Río Cauca sowie an der Karibikküste. Allein in Bogotá, der Hauptstadt und dem Zentrum der Industrie, lebt etwa 1/6 der Bevölkerung. Auf jedem Quadratkilometer leben durchschnittlich 42 Einwohner. 48,6 % sind Männer und 51,4 % Frauen.
Kolumbien ist durch eine sehr ungleiche Bevölkerungsverteilung charakterisiert. 39 Millionen Einwohnern im Andenraum sowie dem karibischen Tiefland steht nur eine Million in Amazonien, Orinokien und dem Chocó gegenüber, d. h. rund die Hälfte der Landesfläche ist sehr dünn besiedelt (siehe auch unten über Landflucht und Vertreibung). Mehr als zwei Drittel aller Kolumbianer leben in Städten.
Im Gegensatz zu vielen anderen Staaten Lateinamerikas ist Kolumbien durch ein dezentrales Städtesystem charakterisiert. Neben Bogotá haben sich mit Medellín, Cali und Barranquilla weitere Millionenstädte entwickelt. Darüber hinaus gibt es eine große Anzahl regionaler Zentren mit 200.000–600.000 Einwohnern, wie Bucaramanga und Cartagena, Cúcuta im Nordosten und Pereira, Manizales und Ibagué in der Mitte sowie Neiva, Popayán und Pasto im Süden. Diese Städte erleben ein sehr dynamisches Wachstum.

### Landflucht und Vertreibung
Der Anteil der städtischen Bevölkerung ist von 45,3 % der Gesamtbevölkerung im Jahre 1960 auf 81,4 % 2020 gestiegen. 30 Städte haben mehr als 100.000 Einwohner. Die östlichen Llanos Kolumbiens, die aus neun Departamentos bestehen und 54 % der Fläche ausmachen, beherbergen nur drei Prozent der Bevölkerung und haben damit eine Dichte von einer Person pro Quadratkilometer.
Die Wanderungsbewegungen vom Land in die Stadt sind massiv und werden dadurch verstärkt, dass ein Großteil der intern Vertriebenen vor dem bewaffneten Konflikt und Menschenrechtsverletzungen in die Großstädte flieht. Viele lassen sich an den Stadträndern sichererer Regionen nieder und werden von der Polizei immer wieder gewaltsam vertrieben. Nach Angaben der internationalen Nichtregierungsorganisation CODHES wurden allein im Jahr 2010 in Kolumbien 280.000 Menschen vertrieben. Damit summierte sich die Gesamtanzahl der Binnenvertriebenen im Land auf 5.200.000. Die Regierung beziffert die Anzahl der Vertriebenen deutlich niedriger mit 109.358 neu Vertriebenen im Jahr 2010 und 3.600.000 insgesamt. Der große Unterschied zwischen den Angaben der Nichtregierungsorganisation CODHES und denen der Regierung ist dem Umstand geschuldet, dass ein beträchtlicher Teil der Vertriebenen nicht im staatlichen Register der Vertriebenen (RUPD) erfasst ist. Nach Angaben der Comisión de Seguimiento de la Sociedad Civil (CSSC) sind 34,3 % der Vertriebenen nicht registriert. Von diesen hatten sich 72,8 % nicht bei den zuständigen Behörden als Vertriebene gemeldet und 26,2 % von ihnen waren nicht im Register eingetragen, obwohl sie sich bei den zuständigen Behörden gemeldet hatten. Die Tageszeitung junge Welt berichtete, dass allein im ersten Halbjahr 2008 in Kolumbien pro Tag durchschnittlich 1500 Menschen aus ihrem Dorf oder Wohnviertel vertrieben wurden. Vor dem Hintergrund des seit Jahrhunderten verbissen geführten Kampfes um Land richtet sich, forciert durch nationale und internationale kommerzielle Interessen, die Mehrzahl der Vertreibungen gezielt gegen Kleinbauern und ländliche Gemeinden. Laut Human Rights Watch wurden 2015 140.000 Menschen vertrieben, 2016 noch 35.000. Über 30 % (1,3 Millionen) der intern Vertriebenen sind Afrokolumbianer und 15 % (600.000) Indigene. 96 % der Afrokolumbianer, die als interne Vertriebene gemeldet sind, leben unter der Armutsgrenze.

### Bevölkerungsstruktur

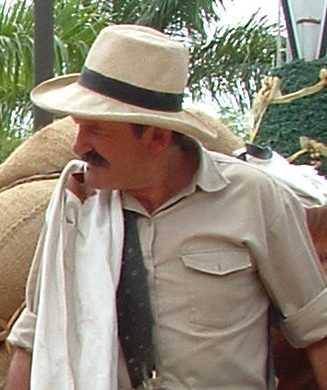
Der kolumbianische Schauspieler Juan Valdez verkörperte als Symbolfigur einen typischen kolumbianischen Kaffeeanbauer, als Markenzeichen für den Kaffee des Landes.

Die Bevölkerung setzte sich zur Kolonialzeit aus drei unterschiedlichen Gruppen zusammen: der indigenen Bevölkerung, den europäischen, zumeist aus Spanien stammenden Kolonisten und den importierten Sklaven sub-saharanisch-afrikanischer Herkunft. Verbindungen zwischen diesen Gruppen waren und sind weit verbreitet, so dass die heutige Bevölkerung des Landes aus einer Mischung dieser Gruppen besteht.
Den größten Anteil an der Bevölkerung stellen mit 47 % die Mestizen, deren Vorfahren Europäer und Indigene waren.
Zur hellhäutigen Bevölkerung gehören die Weißen, Nachfahren der europäischen Kolonisten, mit 40 % der Bevölkerung. Während der Kolonialzeit wurde Kolumbien durch Einwanderer aus allen Regionen Spaniens besiedelt. Im frühen 18. und 19. Jahrhundert wanderten Franzosen, Italiener, Deutsche und Iren nach Kolumbien ein. Weitere Einwanderer kamen aus dem Vereinigten Königreich sowie dem Libanon, Palästina, Syrien, Irak, Jordanien, Israel und anderen Regionen Vorderasiens.
6,7 % der Bevölkerung haben schwarzafrikanische Vorfahren oder sind Nachkommen schwarzafrikanischer Sklaven  und Europäer. Kolumbianer teilweiser oder vollständiger schwarzafrikanischer Abstammung werden gemeinsam als Afro-Kolumbianer bezeichnet. Die afrokolumbianische Bevölkerung lebt größtenteils in den karibischen und pazifischen Küstenregionen sowie deren unmittelbarem Hinterland. Im Dorf San Basilio de Palenque wird Palenquero gesprochen, die einzige spanisch-basierte Kreolsprache in Lateinamerika. Die dortigen Einwohner sind zum größten Teil Nachfahren geflohener Sklaven.
Der Anteil der Indigenen an der Gesamtbevölkerung beträgt 4,3 %, also zirka anderthalb Millionen Menschen. Sie verteilen sich auf 102 Volksgruppen. Die indigene Bevölkerung ist in erster Linie in den Hochländern der Kordilleren, besonders im Südwesten des Landes, sowie in den Urwaldgebieten Amazoniens, des Pazifiktieflandes und der Sierra Nevada de Santa Marta ansässig. Eine Übersicht der indigenen Völker Südamerikas gibt die Liste indigener Völker Südamerikas.
Nur 0,3 % der kolumbianischen Bevölkerung waren Ausländer, aber drei Prozent der Kolumbianer leben im Ausland, davon 35,3 % in den USA, 23,4 % in Spanien und 18,5 % in Venezuela. Im Rahmen der Wirtschaftskrise im Nachbarland haben sich bis 2021 über 2,3 Millionen Venezolaner in Kolumbien angesiedelt.

### Sprachen
Seit der Kolonialzeit wird Spanisch in Kolumbien als alleinige Amtssprache verwendet. Kolumbien ist damit nach Mexiko und noch vor Spanien das zweitgrößte spanischsprachige Land. Das Spanisch, das in Kolumbien gesprochen wird, ist relativ nahe am Kastilisch (castellano) Spaniens, ein eher höfisches Spanisch der einstigen Konquistadoren.
Das kolumbianische Spanisch hat dennoch auch regionale Besonderheiten, indem beispielsweise anstatt des Personalpronomens tú für die 2. Person Singular vos (voseo) verwendet wird (Valle del Cauca, Antioquia, Caldas, Quindío und Risaralda), während in Boyacá, Cundinamarca und Bogotá (Altiplano-Cundiboyacense) die 2. Person Singular sumercé statt usted als besondere Höflichkeitsform verwendet wird. Wie generell in Lateinamerika wird die 2. Person Plural vosotros durch die 3. Person Plural ustedes ersetzt, die im europäischen Spanisch nur als Höflichkeitsform verwendet wird.
Neben dem vorherrschenden Spanisch haben sich zahlreiche Minderheitensprachen gehalten, die von der indigenen Bevölkerung gesprochen werden. Die Linguisten Robert Malcolm Ward Dixon und Alexandra Aikhenvald gaben 1999 die Zahl der lebenden indigenen Sprachen im kolumbianischen Amazonasraum mit 66 an, die damals von etwa einer halben Million Menschen gesprochen wurden.
Ein Ausdruck der in Kolumbien allmählich wachsenden Wertschätzung der indigenen Sprachen ist der Beschluss des Obersten Verwaltungsgerichtes (Consejo de Estado de Colombia) vom Januar 2020, seine Urteile künftig in acht indigene Sprachen übersetzen zu lassen, nämlich in die Sprachen Ikun, Kamëntsá, Kogui, Nasa Yuwe, Tatuyo, Uitoto, Wiwa und Wayuunaiki, letzteres die meistgesprochene indigene Sprache des Landes, sowie in die beiden Kreolsprachen des Landes.
Eine Kreolsprache des Englischen wird auf den Inseln San Andrés und Providencia gesprochen (Criollo sanandresano), eine Kreolsprache des Spanischen in San Basilio de Palenque (Criollo palenquero).

### Religion

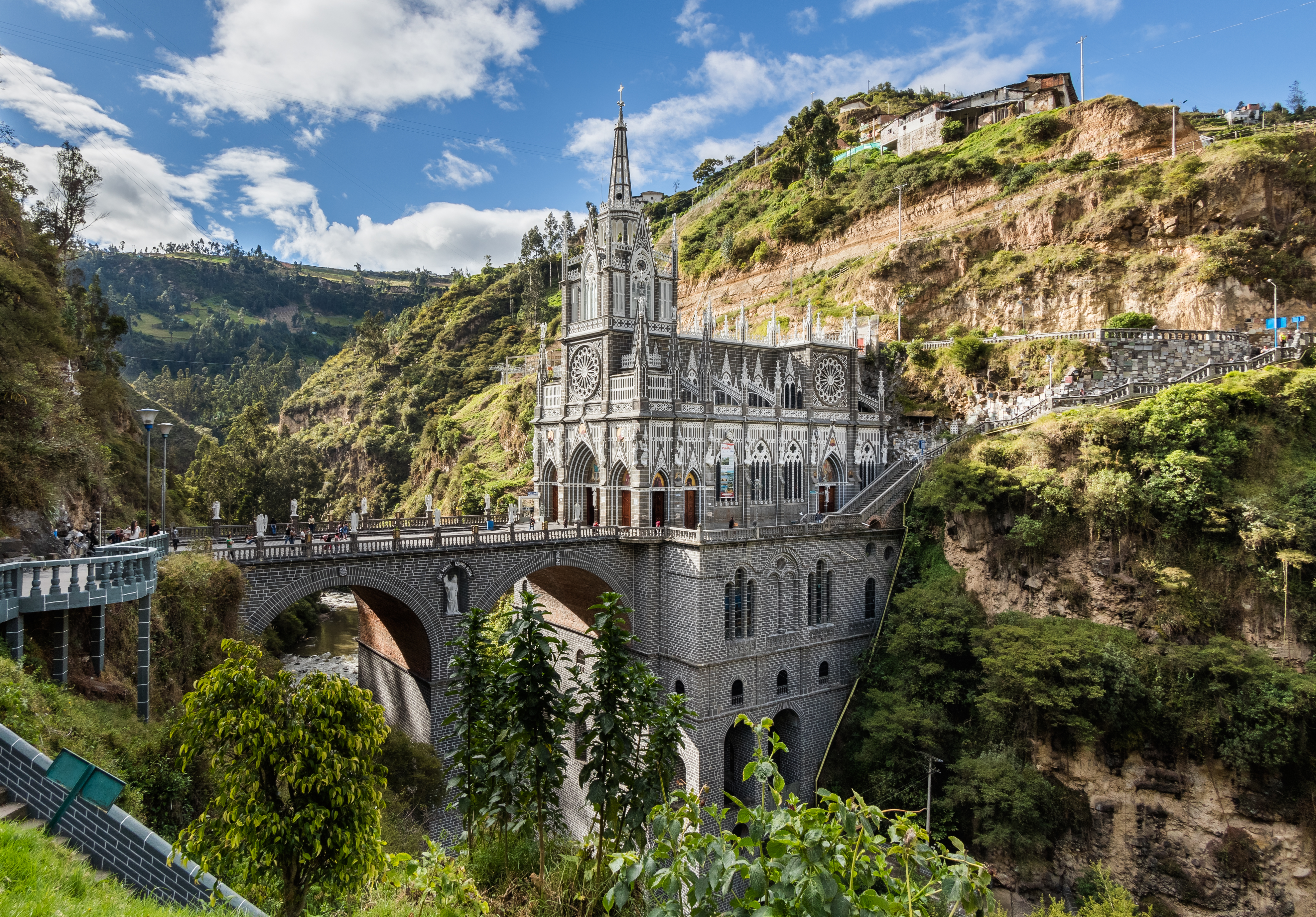
Santuario de Las Lajas in Ipiales

In Kolumbien wird die Religionsfreiheit als Grundrecht anerkannt, jedoch sind rechtsstaatliche Organe nicht immer in der Lage, religiöse Überzeugungen zu garantieren. Die vorherrschende Religion ist das Christentum, dem etwa 90 % der Bevölkerung angehören. Davon sind gut 70 % römisch-katholisch. Mit etwa 20 % verzeichnen evangelikale Religionsgemeinschaften in den letzten Jahren ähnlich wie in anderen Staaten Lateinamerikas vermehrt Zulauf. Die protestantische Minderheit setzt sich aus verschiedenen Herkunftsgruppen zusammen; viele davon kommen aus den USA, aber auch aus Großbritannien, Deutschland und den Niederlanden. Neben den Gemeinden, die aus den Missionsarbeiten von Neuapostolischen (ca. 6000 Kirchenmitglieder), Lutheranern, Calvinisten, Evangelikalen, Siebenten-Tags-Adventisten, Assemblies of God, Zeugen Jehovas (166.049), Mormonen, Mennoniten und charismatischen Strömungen entstanden, besteht in Kolumbien auch ein Bistum der Episkopalkirche der Vereinigten Staaten von Amerika. Weniger vertreten sind Judentum und Islam. Etwa ein Prozent der Bevölkerung bekennt sich zu indigenen südamerikanischen Religionen.
Das Land wird seit 2018 von Open Doors auf dem Weltverfolgungsindex der 50 Länder gelistet, in denen Christen am stärksten verfolgt werden. Der Druck auf Christen überwiegend evangelikaler, freikirchlicher oder indigener Prägung nahm seit 2018 (Platz 49) bis 2022 (Platz 22) stetig zu, aktuell (2024 Platz 46) entspannt sich die Situation wieder etwas. Die im Land fast unbeschränkt agierenden und um territoriale Kontrolle kämpfenden Guerillas und andere kriminelle Gruppen bedrohen und ermorden christliche Gemeindeleiter und anderen Aktivisten, die sich für Menschenrechte, Umwelt und Frieden einsetzen; besonders in vernachlässigten Regionen des Landes, auf die staatliche Ordnungskräfte kaum noch Zugriff haben. Innerhalb indigener Gemeinschaften, die meist vom Katholizismus mit indigenen Bräuchen und Traditionen geprägt sind, werden Angehörige verfolgt, die die religiösen Praktiken ihrer Gemeinschaften aufgeben. Open Doors beklagt außerdem einen zunehmenden „extremen“ Säkularismus. Er führe zu „Intoleranz gegenüber christlichen Standpunkten im öffentlichen Raum.“

### Bildung und Wissenschaft
Die Aufbruchstimmung in Kolumbien hat auch Hochschule und Wissenschaft erfasst. Hohe Qualitätsstandards in der Ausbildung, ein gut ausgebautes Hochschulsystem und ein breites Spektrum an zukunftsorientierten Forschungsthemen bietet das Land. Es setzt in der Wissenschaft bewusst auf strategische Vernetzung und internationale Zusammenarbeit. „Kolumbien sind die wissenschaftlichen Beziehungen mit Deutschland besonders wichtig“, betont Botschafter Juan Mayr Maldonado. Der seit vielen Jahren intensive Austausch gewinnt angesichts der positiven Entwicklungen im Land neue Dynamik und eröffnet dank zahlreicher Förderangebote gute Perspektiven.
Von 1936 bis 1938 arbeitete der aus Deutschland emigrierte Schulreformer Fritz Karsen als Erziehungsberater der Regierung in Kolumbien. In Würdigung seiner Verdienste um das kolumbianische Bildungssystem wurde ihm am 26. Februar 1937 die kolumbianische Staatsbürgerschaft verliehen. In Bogotá arbeitete Karsen mit dem ebenfalls aus Deutschland geflüchteten Architekten Leopold Rother zusammen, mit dem er die Planungen für den Universitäts-Campus Bogotá vorantrieb. Im Frühjahr 1938 musste Karsen aus gesundheitlichen Gründen Kolumbien verlassen und übersiedelte in die USA. Rother blieb weiter in Kolumbien, wo er bis zu seinem Tod im Jahre 1978 noch zahlreiche bedeutsame Bauwerke verwirklichen konnte.
In Kolumbien wird die Bildung in fünf Stufen aufgeteilt, „educación inicial“ (frühkindliche Bildung), „educación preescolar“ (Vorschule), „educación básica“ (Grundschule, fünf Jahre und Hauptschule neun Jahre), „educación media“ (Gymnasium, elf Jahre) und „educación superior“ (Hochschule). Verantwortlich für die Bildung ist das Ministerio de Educación Nacional. Im Durchschnitt sind die staatlichen Bildungseinrichtungen für die Familien günstiger als die in privater Hand. Außerdem werden auch nicht staatlich anerkannte Titel, meist von privaten technischen Schulen, angeboten, die oft die Selbständigkeit des Auszubildenden zum Ziel haben.
Im Vorschulalter werden den Eltern, fast ausschließlich aus dem privaten Sektor, Kindergärten angeboten. Die letzten zwei Jahre vor der Grundschule werden Kinder (vier bis fünf Jahre) und „transición“ (Übergang, fünf bis sechs Jahre) genannt. Von einem Kind in der Transición-Altersgruppe wird erwartet, dass es schon mit dem Lesen- und Schreibenlernen angefangen hat.
Die Schulzeit eines Kindes begrenzt sich auf neun Jahre, fünf davon in der Grundschule und vier im Gymnasium. Meist nur für Familien, die die nötigen finanziellen Mittel haben, bieten Schulen zwei weitere Jahre der Educación Media, auch Bachillerato (entspricht etwa dem deutschen Abitur) genannt, an. Schüler, die das Bachillerato machen, haben meist zum Ziel, die Universität zu besuchen.

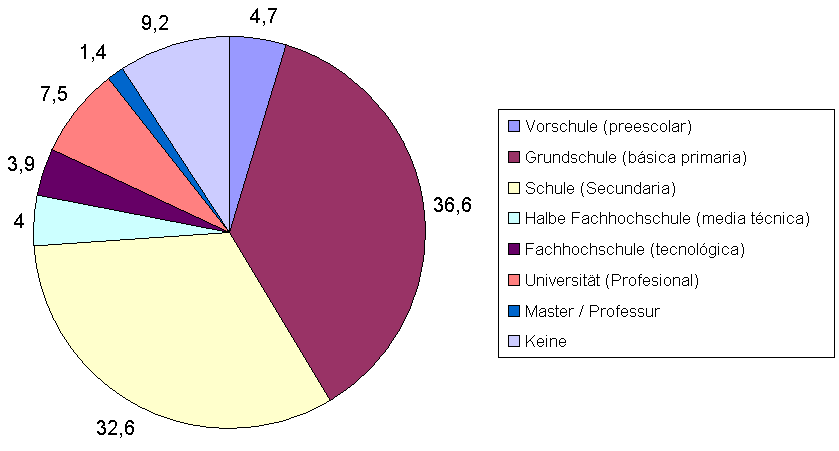
Ausbildung in Kolumbien (Stand Volkszählung 2005)

In Kolumbien gibt es 82 Universitäten, 32 davon sind staatlich, 50 privat (16 davon kirchlich). Daneben existieren 120 „Instituciones Universitarias“ (nur Bachelor-Ausbildung), 51 „Instituciones Tecnológicas“ (technisch-wissenschaftliche Berufsausbildung) und 35 „Instituciones Técnicas“ (technische Berufsausbildung). Insgesamt werden in dem Land damit 288 Institutionen zum Hochschulbereich gezählt.
Technische Abschlüsse werden nach drei Jahren, graduierte (vergleichbar mit Bachelor) nach vier und Diplome nach fünf Jahren vergeben. Ergänzend werden Master- und Doktortitel, letztere nur durch staatlich anerkannte Institutionen, angeboten. Der englischen Zeitschrift Times Higher Education (THE) zufolge ist die beste kolumbianische Universität die Universidad de Los Andes, gefolgt von der Universidad Nacional de Colombia. Das Studium in Kolumbien ist in Lateinamerika für sein hohes Niveau bekannt. Es gibt vier Deutsche Schulen, in denen der Unterricht teilweise auf Deutsch geführt wird; in Barranquilla, Bogotá, Medellín und Cali.
Die Alphabetisierungsrate lag 2015 bei 94,7 % (Höher in Ballungsgebieten). Im PISA-Ranking von 2015 erreichen kolumbianische Schüler Platz 62 von 72 Ländern in Mathematik, Platz 58 in Naturwissenschaften und Platz 55 beim Leseverständnis. Die Leistung liegt damit weit unter dem Durchschnitt der OECD-Staaten.

### Gesundheit

Lebenserwartung in Kolumbien in Jahren

Die Gesundheitsausgaben des Landes betrugen im Jahr 2021 9,0 % des Bruttoinlandsprodukts. Im Jahr 2020 praktizierten in Kolumbien 23,2 Ärztinnen und Ärzte je 10.000 Einwohner. Die Sterblichkeit bei unter 5-jährigen betrug 2022 12,4 pro 1000 Lebendgeburten. Die Lebenserwartung der Einwohner Kolumbiens ab der Geburt lag 2022 bei 73,7 Jahren.
Die medizinische Infrastruktur ist nicht gleichmäßig über das Staatsgebiet verteilt; Küstengebiete und ländliche Regionen sind hier benachteiligt. Aufgrund von Unterernährung und schlechter Wohnbedingungen sind Tuberkulose, Malaria, Dysenterie und Typhus in den medizinisch unterversorgten Gebieten weit verbreitet. Um diesen Missstand zu beseitigen, hat der kolumbianische Staat Weltbankdarlehen aufgenommen und Einnahmen aus der Erdölproduktion für den Aufbau des Gesundheitssystems verwendet. Mutterschaft und Zahnarztbehandlung werden durch die Sozialversicherung unterstützt. Auch Arbeiter im Industriesektor sind unfallversichert und bei Berufsunfähigkeit versichert, auch die Angehörigen erhalten eine Unterstützung. Die Sozialversicherung wird durch Arbeitnehmer, Arbeitgeber und durch den Staat mit Hilfe von Beiträgen finanziert.

## Geschichte

### Vor Ankunft der Spanier

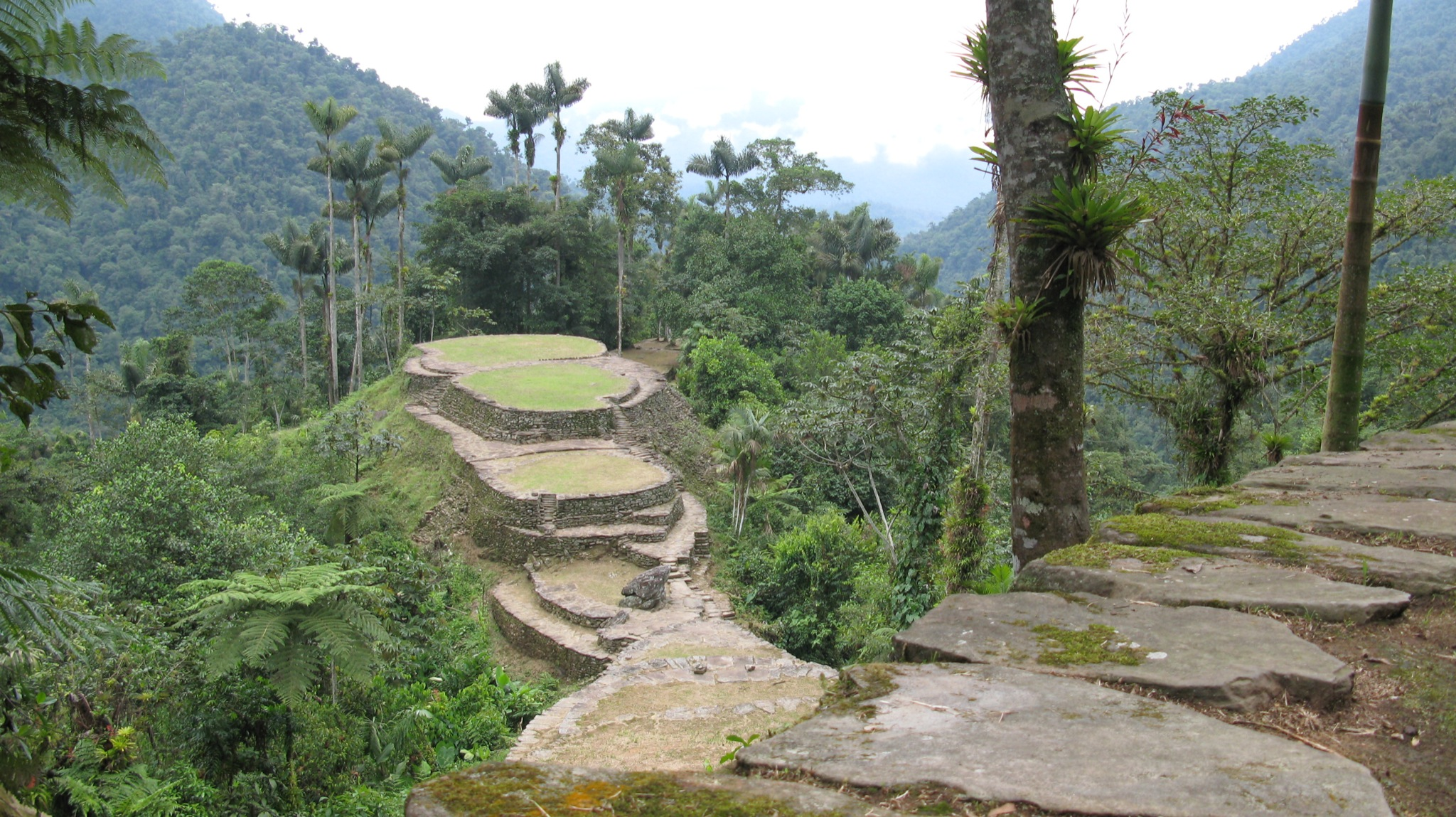
Blick auf die Ruinenstätte der Ciudad Perdida

Bereits lange vor der Ankunft der Spanier bestanden im Gebiet des heutigen Kolumbiens indigene Hochkulturen, die miteinander Handel trieben und insbesondere die Goldschmiedekunst auf höchstem Niveau beherrschten und die von ca. 4000 v. Chr. bis etwa ins Jahr 1600 Ton zu Figuren und Gegenständen verarbeiteten. Aufgrund der vielgestaltigen ökologischen und landschaftlichen Gegebenheiten entwickelte sich im vorkolonialen Kolumbien jedoch nie ein einheitliches Staatsgebilde, wie dies das Reich der Inka in Peru darstellte. Unter den zahlreichen indigenen Völkern, die Kolumbien besiedelten, sind besonders hervorzuheben: die Muisca, die auf den Hochebenen der Ostkordillere lebten; die Tairona, die mit der sogenannten Ciudad Perdida in der Sierra Nevada de Santa Marta eine der frühesten Städte auf dem südamerikanischen Kontinent bauten; die Sinú, die das Gebiet entlang des gleichnamigen Flusses bevölkerten; die Quimbaya im Gebiet der heutigen Kaffeezone an der Westabdachung der Zentralkordillere; und nicht zuletzt die geheimnisvollen Kulturen von San Agustín mit ihren Steinskulpturen und Tierradentro mit ihren bemalten Grabkammern, die bereits lange vor Ankunft der Spanier ihre Hochphasen erreichten.

### Kolonialzeit

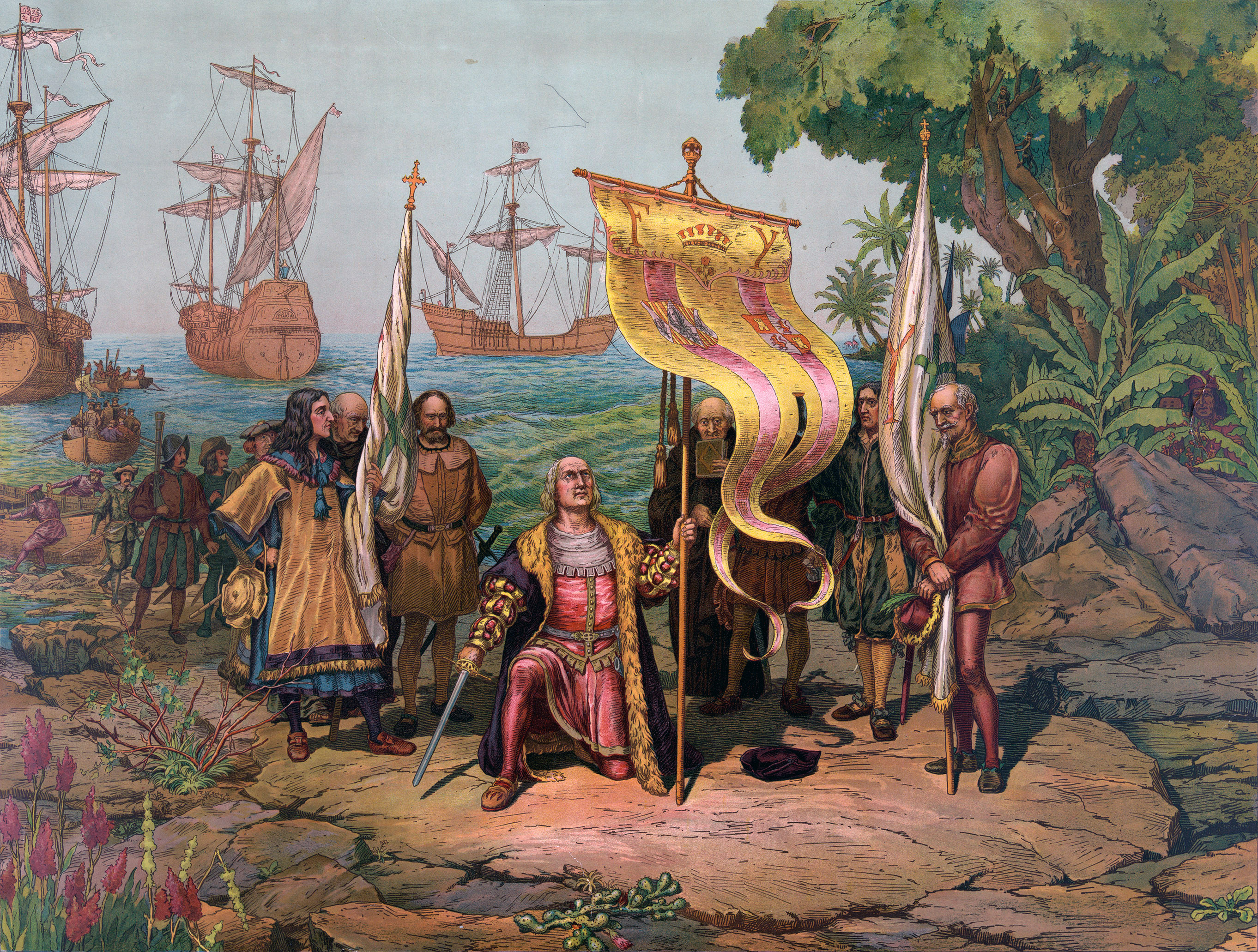
Kolumbus’ Landung in Amerika

Kolumbien wurde 1499 von Alonso de Ojeda und Amerigo Vespucci für Europa entdeckt. Christoph Kolumbus hingegen, zu dessen Ehren das Land „Kolumbien“ benannt wurde, hat das Land nie betreten. Die beiden ersten Entdecker Kolumbiens gelangten zunächst zur Halbinsel „La Guajira“, der sie im Glauben, es handle sich um eine Insel, zunächst den Namen „Isla de Coquivacoa“ gaben. Im Jahr 1508 führte Vasco Núñez de Balboa eine Expedition in das Gebiet des Golfs von Urabá. 1510 wurde mit der Stadt Santa María la Antigua del Darién die erste stabile Siedlung auf dem Kontinent gegründet. Weitere Landesteile wurden dann später u. a. von Rodrigo de Bastidas und Juan de la Cosa entdeckt, erforscht und oft auch geplündert. Frühe koloniale Stützpunkte waren Santa Marta (gegr. 1525) und Cartagena de Indias (gegr. 1533) an der kolumbianischen Karibikküste.

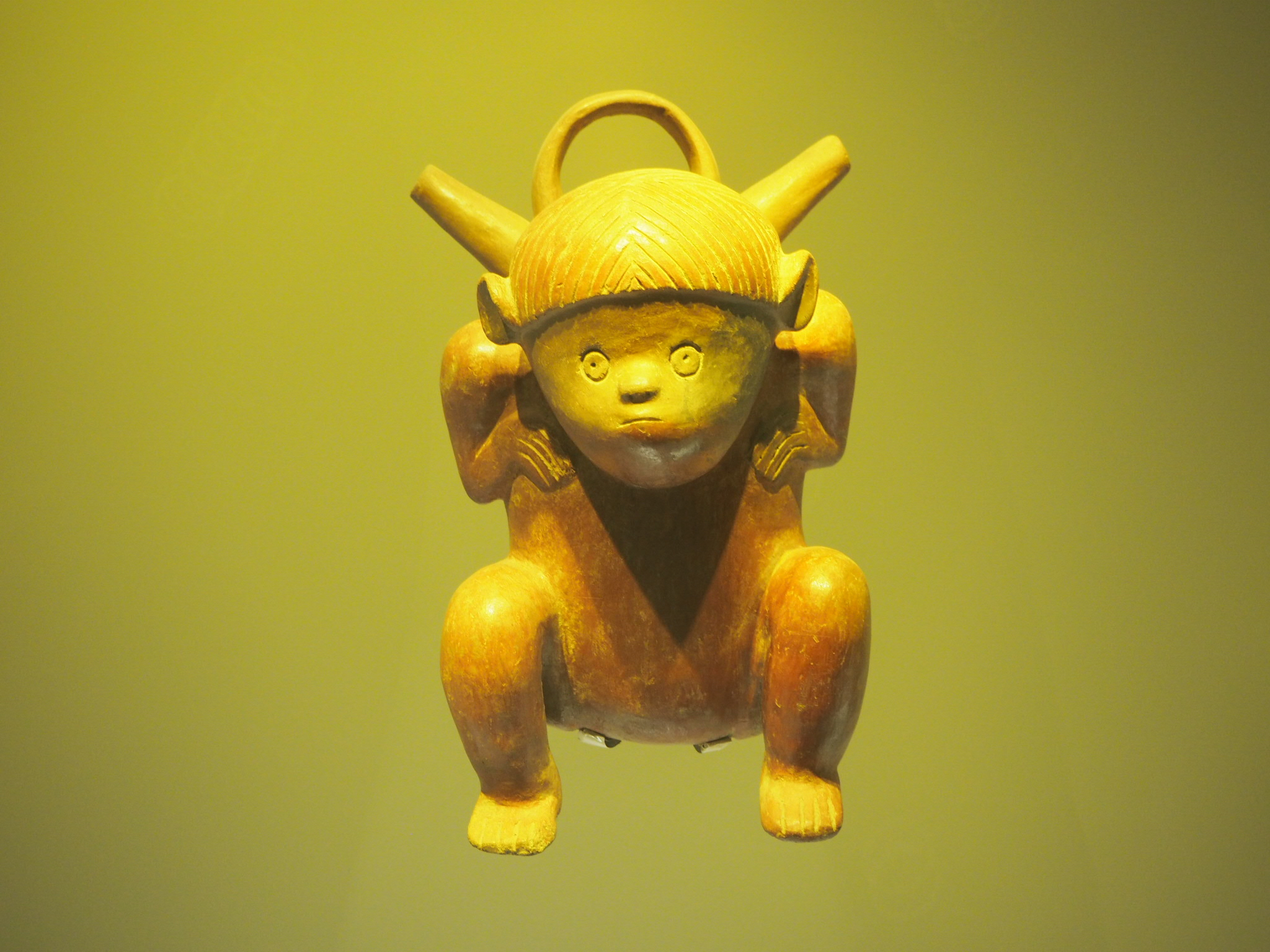
Einheimische Kunst vor Kolumbus

Angelockt von Gold und Smaragden besetzten die Conquistadoren das Land. Gonzalo Jiménez de Quesada drang im Jahr 1537 in das Andengebiet vor, unterjochte die Chibcha und gründete 1538 Santa Fe de Bogotá. Von Süden, aus dem heutigen Ecuador kommend, eroberte Sebastián de Belalcázar den Süden Kolumbiens. Von Osten kommend erreichte der Ulmer Kaufmann Nikolaus Federmann im Jahre 1539 Bogotá, um im Auftrag der Welser die Kolonisation des Landes voranzubringen. Die Spanier erbauten Siedlungen, welche die ehemaligen indianischen Handelszentren ersetzten, so zum Beispiel Santa Fé de Bogotá (gegr. 1538) und Tunja (gegr. 1539).
Aufgrund seiner zentralen Bedeutung für die spanischen Besitzungen im nördlichen Südamerika erhob man Kolumbien 1547 zu einer eigenen Provinz „Neugranada“ innerhalb des Vizekönigreichs Peru, und Bogotá wurde Sitz einer Real Audiencia. Cartagena de Indias erlangte überragende Bedeutung als Anlaufpunkt für die Flotten aus Spanien und entwickelte sich während der Kolonialzeit zu einem der wichtigsten – und bestgeschützten – Häfen der neuen Welt. Der Reichtum des Landes führte in den Jahren 1544, 1560 und 1586 zu Piratenangriffen, u. a. durch Francis Drake, auf Cartagena. Im 17. Jahrhundert kamen 80 Prozent der weltweiten Goldproduktion aus Kolumbien. In den Goldminen arbeiteten Indianer, von denen viele an Schwäche und den Krankheiten verstarben, die die Europäer eingeschleppt hatten. Danach übernahmen meist afrikanische Sklaven die Arbeit, die im Hafen von Cartagena zu kaufen waren.
1717 wurde der Norden Südamerikas (das heutige Kolumbien, Panama, Venezuela und Ecuador) als Vizekönigreich Neugranada konstituiert mit Bogotá als Hauptstadt. Im Jahr 1741 wurde Cartagena von einer englischen Armada mit 186 Kriegsschiffen angegriffen und von den spanischen Truppen unter Don Blas de Lezo verteidigt.

### Unabhängigkeit

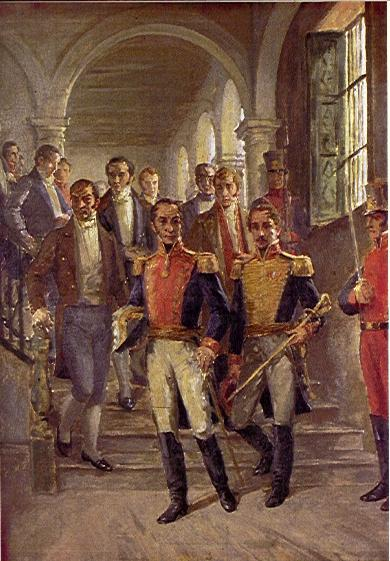
Francisco de Paula Santander, Simón Bolívar andere Beteiligte am Kongress von Cúcuta

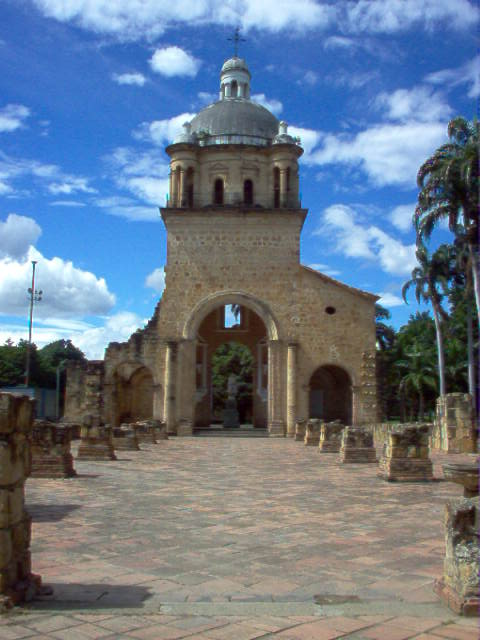
Templo Histórico de Cúcuta: Hier haben Bolívar und Santander die Verfassung von Cúcuta unterschrieben und damit Großkolumbien begründet.

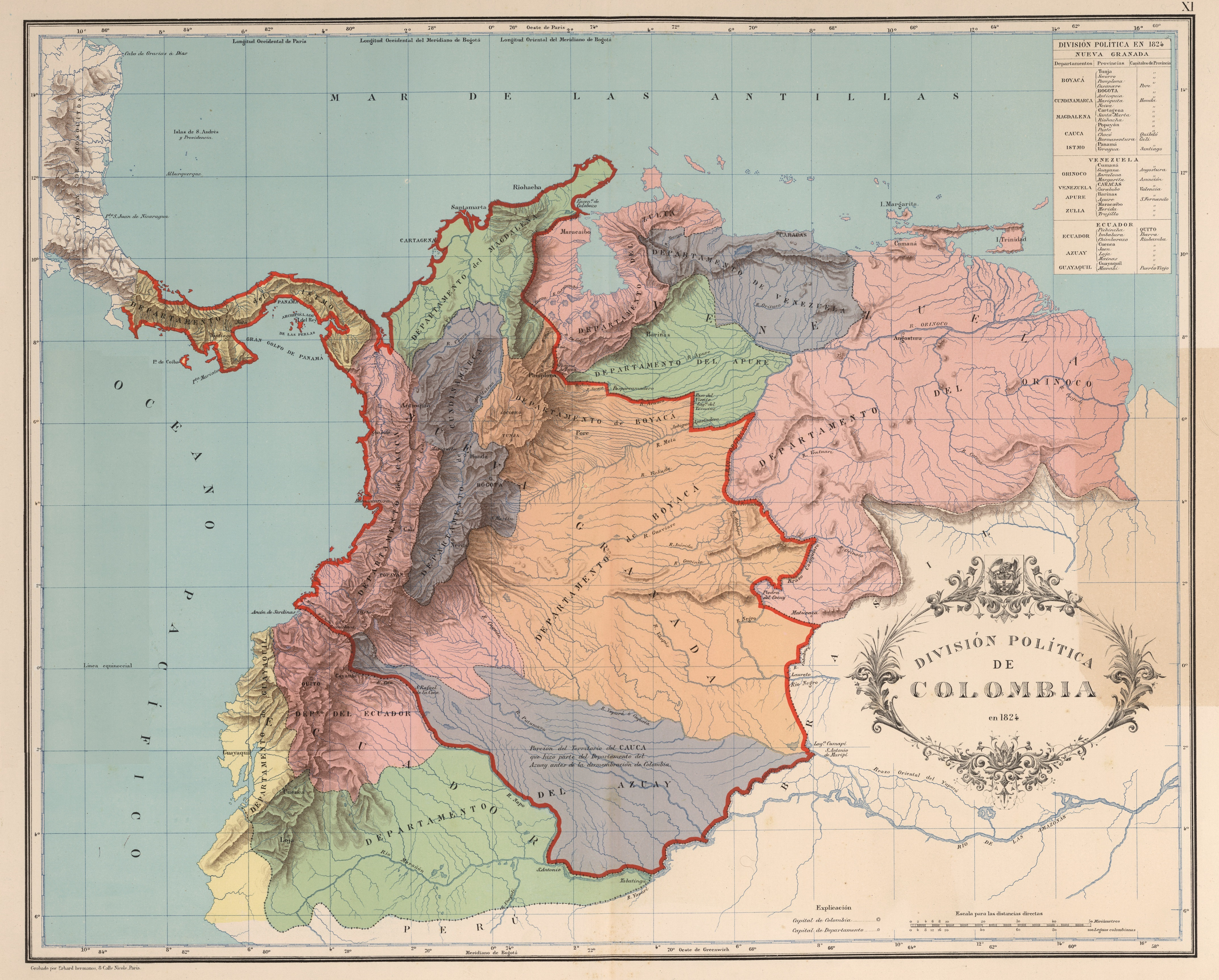
Groß-Kolumbien und dessen Nachfolgerstaat Neu-Granada

Die neun Bundesstaaten Kolumbiens zwischen 1863 und 1886

Kolumbien als Zentralstaat (1908)

Der Konflikt, der zur Unabhängigkeit von Spanien führte, fand in Kolumbien zwischen 1810 und 1819 statt. Er begann damit, dass am 20. Juli 1810 eine Gruppe von Kreolen zu dem Spanier José González Llorente in Bogotá ging, vorgeblich um von ihm eine Blumenvase zu leihen. Als Llorente dies verweigerte, kam es zu einer Schlägerei (bekannt als „el grito“). Auch der Begriff „El Florero de Llorente“ („die Blumenvase von Llorente“) ist geläufig.
Die zunehmende Herausbildung einer selbstbewussten Oberschicht in den Kolonien in Kombination mit der Schwächung Spaniens zur Zeit Napoleons begünstigte die Konstituierung einer Unabhängigkeitsbewegung. Nach dem erfolgreichen Unabhängigkeitskampf in Venezuela vereinte Simón Bolívar nach zahlreichen Schlachten (u. a. Pantano de Vargas, Puente de Boyacá) die beiden Länder zum unabhängigen Großkolumbien im Jahr 1819. Daraufhin schloss sich auch Ecuador im Jahr 1825 dem neugegründeten Staat an.
1821 wurde Simon Bolivar zum Präsidenten gewählt. Während seiner Amtszeit versuchte er erfolglos, die völlige Abschaffung der Sklaverei durchzusetzen. Die Macht der Großgrundbesitzer war zu groß, um die Sklaverei per Gesetz abzuschaffen. Erst in den 1850er Jahren gestatteten die Großgrundbesitzer die Abschaffung der Sklaverei. Das Motiv war allerdings, dass eine „freie“ zu einem sehr niedrigen Lohn beschäftigte Arbeitskraft dauerhaft noch billiger war.
1830, nach Bolívars Tod, zerfiel die Föderation, auch weil Bolívars Versuche gescheitert waren, Peru und Bolivien zu gewinnen. Ecuador und Venezuela erklärten sich für unabhängig. Panama und Kolumbien bildeten Neugranada. Darüber hinaus gab es bürgerkriegsähnliche politische Konflikte zwischen Liberalen und Konservativen. Die Liberalen wollten einen Bundesstaat und rekrutierten sich aus dem Bürgertum der Handelsstädte. Die Konservativen wollten einen starken Zentralstaat und entstammten der Schicht der Großgrundbesitzer. 1863 setzten die Liberalen eine Verfassung durch und nannten den föderalen Staat Vereinigte Staaten von Kolumbien. 1886 erließen die Konservativen eine Verfassung, in der Kolumbien wieder einen Zentralstaat, die heutige „Republik Kolumbien“, bildete.
Kolumbien war die erste Demokratie Lateinamerikas und die zweite in Amerika nach den USA.
Erst 1886 gelang es, Kolumbien in einer zentralistisch geführten Republik zu einigen. Diese Republik wurde bereits 1898 erneut auf eine Probe gestellt, als sich die anhaltenden internen Konflikte im „Krieg der Tausend Tage“ entluden. Zwischen 1899 und 1902 kämpften die oppositionellen Liberalen gegen die konservative Zentralregierung, ohne dass eine der beiden Seiten einen klaren Sieg erringen konnte. Der verheerende Konflikt (über 100.000 Tote) wurde schließlich durch einen Friedensvertrag entschärft, der den Liberalen eine zukünftige Regierungsbeteiligung sichern sollte. Nichtsdestoweniger blieb die „konservative Hegemonie“ (seit 1886) noch bis 1930 erhalten. Wesentlich schwerwiegender als die materiellen Verluste des Krieges war jedoch dessen außenpolitisches Nachspiel. So nutzten die USA im Jahre 1903 die Schwäche Kolumbiens aus, um ihre geostrategischen und wirtschaftlichen Interessen in Zentralamerika durchzusetzen. Für den US-Präsidenten Theodore Roosevelt (1901–1908) war der Bau eines Kanals über die Landenge von Panama ein militärisches Gebot. Eine Abspaltung begünstigend war auch, dass der Isthmus nur schlecht in den kolumbianischen Zentralstaat integriert war und die dort ansässige Kaufmannsoligarchie sich von Bogotá bevormundet und übergangen fühlte. Zuvor hatte der kolumbianische Senat den von den USA forcierten Bau des Panamakanal unter Verweis auf einen drohenden Souveränitätsverlust abgelehnt, woraufhin die Vereinigten Staaten durch eine militärische Intervention im Einvernehmen mit der panamaischen Separationsbewegung die Abspaltung und die anschließende Konstituierung des Isthmusdepartements als unabhängigen und eigenständigen Staat erzwangen. Kolumbien war derart geschwächt aus dem „Krieg der Tausend Tage“ hervorgegangen, dass es die von den USA durch einen militärischen Eingriff ermöglichte Sezession Panamas widerwillig akzeptieren musste.
In der ersten Hälfte des 20. Jahrhunderts erlebte Kolumbien eine wirtschaftliche Blütezeit. In den 1920er Jahren machte Kaffee bis zu 90 Prozent der kolumbianischen Exporte aus und ermöglichte es dem Land, in den Ausbau der Verkehrsinfrastruktur zu investieren und die staatlichen Institutionen zu stärken. Die Schattenseite dieses Booms waren zunehmende soziale Spannungen zwischen einer reicher werdenden Oligarchie und einer verarmenden Landbevölkerung. Bis 1929 gedieh die Wirtschaft mit bis dahin unerhörten jährlichen Wachstumsraten. Nach dem „schwarzen Freitag“ 1929 kam es zur Krise und 1930 zum Regierungswechsel. Die Liberalen brachten dem Land eine Bodenreform und die Industrialisierung. Die Ermordung des linkspopulistischen Präsidentschaftskandidaten Jorge Eliécer Gaitán am 9. April 1948 in Bogotá war der Funke, der das Pulverfass zur Explosion brachte. Der bereits seit 1946 in ländlichen Gebieten zwischen Liberalen und Konservativen tobende Bürgerkrieg (La Violencia) wurde nun auch in die Städte getragen.

### Bewaffnete Konflikte ab 1948

#### Von 1948 bis zur Militärdiktatur
Zwischen 1948 und 1953 trat die sogenannte La Violencia (wörtlich „Die Gewalt“) in ihre härteste Phase ein. Der konservative Präsident Mariano Ospina Pérez (1946–50) strebte eine Regierungsbeteiligung der Liberalen an und setzte auf Mäßigung. Pérez’ ebenfalls konservativer Nachfolger Laureano Gómez schlug jedoch ab 1950 einen radikalen Kurs ein. Obwohl er wegen seines schlechten Gesundheitszustands zeitweilig von Roberto Urdaneta vertreten werden musste, blieb Gómez bis 1953 der bestimmende Mann im Hintergrund. Während seiner knapp dreijährigen Regierung kamen etwa 80.000 Menschen in dem politischen Konflikt ums Leben. Die La Violencia, die sich noch bis etwa 1963 hinzog, forderte insgesamt mehr als 200.000 zivile Todesopfer. Nach Bildung der sogenannten „Nationalen Front“ (1958) kehrte trotz einer umfassenden Amnestie unter Präsident Alberto Lleras Camargo (1958–62) noch kein Frieden ein. Der eliteninterne Pakt zwischen den Führern der Konservativen (Gruppe um Laureano Gómez) und der Liberalen (Fraktion um Alberto Lleras) hatte ein paritätisches Regierungssystem zur Folge, bei dem sich beide Traditionsparteien im Wechsel von vier Jahren an der Macht ablösten; dabei wurden sämtliche Ämter in der Staatsverwaltung ebenfalls paritätisch nach Parteizugehörigkeit besetzt. Das System, das formal bis 1974 bestand, dessen Wirkung jedoch noch bis in die 1980er Jahre spürbar war, verstärkte den bereits bestehenden politischen Exklusivismus. Vor allem linksgerichtete politische Akteure (FARC, ELN, M-19, Quintín Lame, EPL etc.) sahen sich daher geradezu herausgefordert, gewaltsam ein tatsächlich partizipatorisches politisches System herzustellen. Von den während der 1960er und 1980er Jahre entstandenen Guerillagruppen hatten jedoch nur die aus den liberalen bäuerlichen Selbstverteidigungsgruppen (repúblicas independientes) hervorgegangene FARC direkte Wurzeln in der Zeit der violencia.
Nach dem kurzen – und für Kolumbien untypischen – Intermezzo einer Militärdiktatur unter dem von einem Teil der politischen Eliten gestützten Gustavo Rojas Pinilla (1953–1957) setzte sich die traditionelle zivile „scheindemokratische Herrschaft“ fort. Die Durchführung umfassender sozialer Reformen blieb jedoch weiterhin aus. Bestimmte Strukturmerkmale des politischen Systems wie zum Beispiel das starke Übergewicht der Exekutive oder der Ausschluss „radikaler“ politischer Parteien verfestigten sich so mit der Zeit. Die formal älteste Demokratie Südamerikas nahm so den Charakter einer kartellhaften Konkordanzdemokratie an.
Die durch Volksentscheid (am 10. Dezember 1957) angenommene Verfassungsreform verankerte das aktive und passive Frauenwahlrecht, ein Recht, das bereits im Acto Legislativo Número 3 vom 25. August 1954 von der Verfassunggebenden Versammlung unter der Regierung des General Rojas Pinilla gewährt wurde, aber welches nach seinem Sturz, wie alle Resolutionen des Kongresses, für null und nichtig erklärt wurde; aber das Dekret 247 von 1957 der Militärjunta rief auch die Frauen zum Volksentscheid. Zur Wahl gingen Frauen erstmals 1957.

#### Ab 1974: Liberaler Wahlsieg, Drogenmafia und linke und rechte Paramilitärs
Nach den liberalen Wahlsiegen von Alfonso López Michelsen (1974–1978) und Julio César Turbay Ayala (1978–1982) nahmen Korruption und Misswirtschaft zu. Die Abhängigkeit der Polizei und Justiz von politischen Parteien bzw. der Regierung begünstigte eine Aushöhlung des Rechtsstaates und die Unterdrückung der Opposition. Paramilitärische Verbände hielten Teile des Landes im Auftrag von Militär und Großgrundbesitzern besetzt.
Die zeitgleich an wirtschaftlicher Macht gewinnende Drogenmafia sah sich seit Anfang der 1980er Jahre durch das Eingreifen der USA in den lokalen Drogenkrieg bedroht. Nach der Zerschlagung der großen Netzwerke Cali-Kartell und Medellín-Kartell im Drogenkrieg gewannen (Stand 2008) kleine dezentrale Netzwerke an Bedeutung, die die Drogen meist in den USA vertreiben.
Der bewaffnete Konflikt, der in den 1960er Jahren begonnen hatte, hielt über 50 Jahre an. Nach einer weiteren Welle von Gewalt und Terror verhängte Präsident Álvaro Uribe Vélez am 12. August 2002 für 90 Tage den Ausnahmezustand. Die im Jahre 2003 von Uribe begonnene Demobilisierung der paramilitärischen Verbände drohte zu scheitern. Der Demobilisierungsprozess löste eine Kontroverse über die Straffreiheit von Personen aus, die schwere Verbrechen begangen haben. Daneben wird kritisiert, dass Drogenhändler, die eine Auslieferung an die USA umgehen wollen, sich offiziell als ehemalige Paramilitärs ausgeben und so in den Genuss der Amnestie gelangen. Uribe ging in der Folgezeit äußerst hart gegen die linksextremen Guerillagruppen vor, was ihm eine große Popularität in der Bevölkerung bescherte, aber auch wegen der von Regierungstruppen begangenen Menschenrechtsverletzungen kritisiert wurde.
Ohne Einnahmen aus dem Drogenhandel hätten sich die nicht-staatlichen bewaffneten Akteure in Kolumbien nicht finanzieren können. Ein erfolgreicher Einsatz der Industrieländer gegen illegale Drogenimporte würde deshalb den Aufständischen schaden. Im Jahre 2007 erreichte die Koka-Anbaufläche etwa 100.000 Hektar. Sie nahm jedoch in den nächsten Jahren an Umfang ebenso wie die Fläche der Felder, die durch Herbizide, vor allem durch Versprühen von Glyphosat aus der Luft vernichtet wurden, ab. Im November 2011 erwog der kolumbianische Präsident Juan Manuel Santos eine begrenzte Legalisierung von Kokain und Marihuana als möglichen Beitrag zur Lösung der militärischen Auseinandersetzung in Kolumbien, was von den USA erbittert bekämpft wurde. 2014 stieg die Anbaufläche nach verschiedenen Schätzungen wieder um 20 bis 39 Prozent auf 60.000 bis 70.000 Hektar. Präsident Santos entschied im Jahr 2015, die chemische Vernichtung der Kokapflanzen wegen der gesundheitlichen Folgen ganz einzustellen. Die US-Botschaft gab ihren Widerstand dagegen inzwischen auf. Beobachter halten die Entscheidung des Präsidenten auch für eine Friedensgeste gegenüber der FARC.

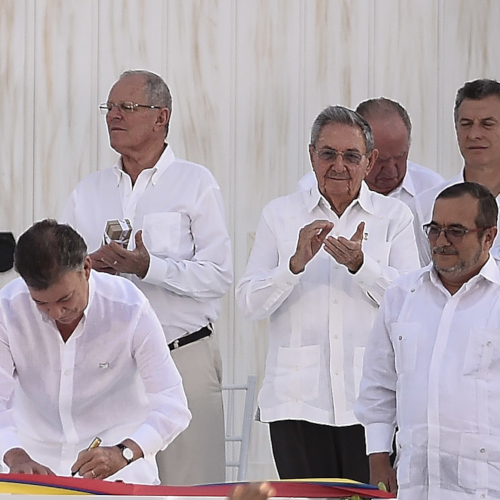
Unterschrift des Friedensvertrags durch den kolumbianischen Präsidenten Juan Manuel Santos (links) und den FARC-Anführer Rodrigo Londoño (rechts)

#### Friedensverhandlungen mit der linken Guerillabewegung FARC-EP (2012–16)
Das Land ist geprägt von seinem Jahrzehnte andauernden bewaffneten Konflikt.
Am 22. Juni 2016 vereinbarten beide Seiten einen endgültigen Waffenstillstand. Beide Seiten hatten sich bereits auf eine Übergangsjustiz, landwirtschaftliche Entwicklungsprogramme in den Hochburgen der Rebellen sowie die künftige politische Beteiligung der Guerilla verständigt. Am 26. September unterschrieben die FARC und die Regierung den Friedensvertrag. Am 2. Oktober fand ein (nicht bindendes) Referendum statt, bei dem die Abstimmenden den Friedensvertrag entgegen den Prognosen mit knapp über 50 Prozent der Stimmen ablehnten. Entgegen vorherigen Ankündigungen ließen beide Seiten hoffen, am Waffenstillstand festzuhalten. Ein Problem schien die Frage zu sein, wie lange die FARC überhaupt finanziell aufrechterhalten werden könne, ohne dass sie ihre kriminelle Aktivität wieder aufnehmen müsste. Zu der Ablehnung kam es aus folgenden Gründen: 60 Prozent der Stimmberechtigten beteiligten sich nicht an der Abstimmung. Unter den 40 Prozent, die sich beteiligt hatten, gab es offensichtlich viele Menschen mit starken Motiven, mit Ja oder Nein zu stimmen. Ein Motiv der Ablehnung vor allem bei Anhängern der konservativen Partei war die Vermutung, dass die FARC nach schweren militärischen Niederlagen ohnehin so geschwächt sei, dass man ihr nun auch noch den ultimativen Vernichtungsschlag zufügen könne. Ein Anführer der Nein-Bewegung gab nach dem Plebiszit zu, dass man in der Anhängerschaft aus mittleren und höheren Schichten systematisch Angst erzeugt habe, indem man die Gefahren der Straflosigkeit für FARC-Mitglieder heraufbeschworen habe. In den unteren Schichten habe man die Lüge verbreitet, dass nach Abschluss eines Friedensabkommens Subventionen durch das Volk aufgebracht werden müssten. Da das Abkommen fast 300 Seiten umfasste, verließen sich viele Stimmberechtigte auf die Botschaften ihrer Anführer. Erst die Verleihung des Friedensnobelpreises an den Präsidenten Juan Manuel Santos führte zu einer anderen Wahrnehmung des Friedensprozesses innerhalb Kolumbiens und zu einer nie dagewesenen Mobilisierung der Studierenden und Jugend. Der Nobelpreis wirkte insofern wie ein "salvavidas"(Rettungsring) für Santos.
Im November 2016 wurde in Havanna ein neuer Friedensvertrag mit Zugeständnissen der FARC geschlossen, der am 30. November 2016 von beiden Kammern des Kongresses ohne Gegenstimme angenommen wurde. Die Gegner hatten die Abstimmung boykottiert und die Vorlage wurde nicht mehr dem Volk zur Abstimmung vorgelegt.
Um den Friedensprozess abzusichern, setzten die Vereinten Nationen Anfang 2016 eine politische d. h. rein zivile Friedensmission namens UN Mission in Kolumbien ein. Deren Ziel ist die Überwachung des Friedensabkommens, des Waffenstillstands sowie die Entwaffnung der FARC Guerilla. Im Juli 2017 beschloss der UN-Sicherheitsrat, eine zweite politische Mission in Kolumbien durchzuführen. Die im September 2017 beginnende „Verifikationsmission“ hat das Ziel, die Wiedereingliederung der FARC-Rebellen und den Wiederaufbau ziviler Institutionen in betroffenen Gebieten zu überprüfen. Dem Staat gelang es auch mangels Infrastruktur nicht, die vollständige Kontrolle über alle ehemaligen FARC-Gebiete zu erlangen. Das entstandene Machtvakuum in diesen Randgebieten wurde von bewaffneten Gruppen gefüllt, u. a. paramilitärische Gruppen, kriminelle Organisationen des Drogenhandels und auch abtrünnige FARC-Guerilleros.
Kolumbien war im Jahr 2018 aufgrund der Guerilla-Kriege das Land mit der höchsten Anzahl Binnenvertriebener auf der Welt. Dazu kam die Belastung durch Flüchtlinge aus Venezuela während der dortigen Versorgungskrise. Teile von Kolumbien sind immer noch von aktiven Landminen der FARC, Drogenkartelle und Milizen betroffen und verursachen besonders unter der Landbevölkerung Minenopfer.
Am 7. Februar 2017 begannen in Ecuador Gespräche zwischen der Regierung und der zweitgrößten Rebellenorganisation ELN mit dem Ziel der Entwaffnung. Die Friedensgespräche wurden unter dem rechtsgerichteten Präsidenten Ivan Duque jedoch schnell wieder beendet. Erst mit der Wahl des linksgerichteten Präsidenten Gustavo Petro wurden sie im Jahr 2022 wieder aufgenommen. Im Sommer 2023 schloss er mit dem ELN-Kommandanten Antonio Garcia einen Waffenstillstand für zunächst 180 Tage.
Während der COVID-19-Pandemie in Kolumbien blieb der Koka-Anbau für Bauern in ländlichen Regionen oft die letzte Möglichkeit, Geld zu verdienen. So stieg im Jahr 2021 die Anbaufläche zur Produktion von Kokain um 43 Prozent. Laut Experten der UN wird in Kolumbien Stand 2022 mehr Kokain produziert, als je zuvor in der Geschichte des Landes. Im Jahr darauf vernichtete die Polizei 60 % weniger Koka-Felder als im Vorjahr 2022.

### Umweltschutz, Anerkennung kollektiven, indigenen Landbesitzes
1989 wurde das Übereinkommen über eingeborene und in Stämmen lebende Völker in unabhängigen Ländern als Teil der Verfassung verabschiedet. Zwischen 1986 und 1990 erkannte die Regierung über 200.000 km² Regenwaldgebiet in der Amazonasregion als kollektive indigene Territorien (resguardos) an. Zudem wurde eine eigene Kommission für Indianerangelegenheiten und eine für Umweltangelegenheiten eingerichtet.
Seit 1986 war Martín von Hildebrand Vorsitzender der Indigenenbehörde und Ratgeber des Präsidenten Virgilio Barco Vargas. Er gründete ein Netzwerk von Nichtregierungsorganisationen, eine Stiftung namens Fundación Gaia Amazonas. Er legte das Programm COAMA auf, das sich um neue Wege des Umweltschutzes in Zusammenarbeit mit indigenen Gruppen bemüht. Die staatenübergreifende Initiative CANOA ist inzwischen in Kolumbien, Brasilien und Venezuela tätig.

## Politik

### Verfassung

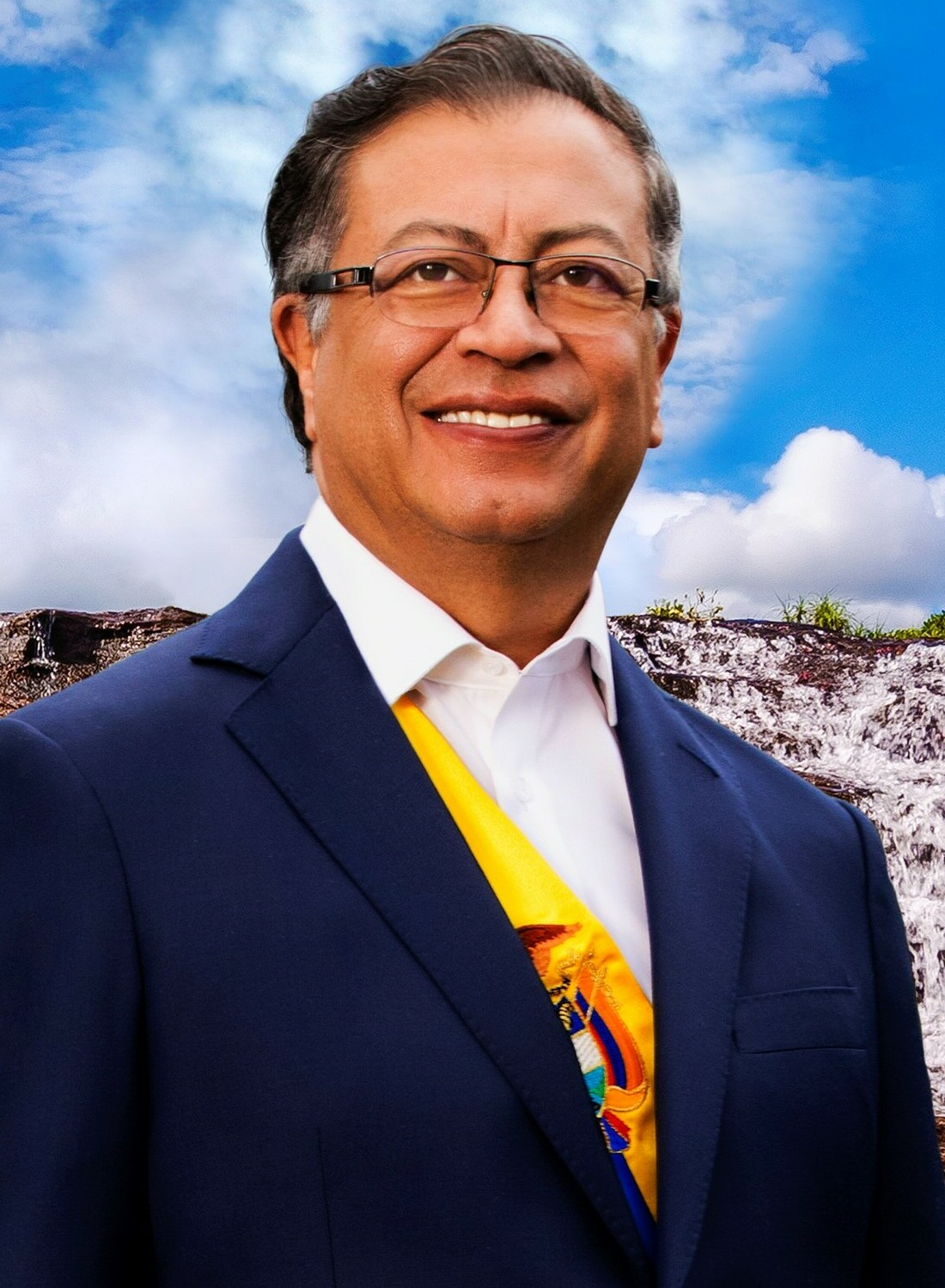
Gustavo Petro, seit 2022 amtierender Präsident

Kolumbien ist seit 1886 eine demokratisch verfasste Republik mit einer politisch starken Stellung des Präsidenten nach US-amerikanischem Vorbild. Die (offizielle) Charakterisierung Kolumbiens als Demokratie beruht in erster Linie auf formalen Kriterien wie regelmäßig abgehaltenen Wahlen und einer oberflächlichen institutionellen Stabilität. In qualitativer Hinsicht weist die kolumbianische Demokratie allerdings Defizite auf.
Der Präsident wird direkt vom Volk für eine vierjährige Wahlperiode gewählt, er darf nicht zur Wiederwahl antreten. Ein Vizepräsident hilft ihm bei den Amtsgeschäften. Der Präsident kann das Parlament auflösen und Neuwahlen erzwingen.
Als Präsidialrepublik ist Kolumbien verfassungsmäßig in Exekutive, Legislative und Judikative aufgeteilt. Das Parlament besteht aus zwei Kammern, heißt Kongress und setzt sich aus dem Repräsentantenhaus (Cámara de Representantes) mit 166 Sitzen und dem Senat (Senado), der Vertretung der 32 Regionen, mit 102 Sitzen zusammen. Die geltende Verfassung wurde am 5. Juli 1991 nach einem Volksentscheid verabschiedet und gilt als eine der fortschrittlichsten – und umfangreichsten – der Welt. Fast alle Ämter, vom Präsidenten bis zum Abgeordneten, werden direkt vom Volk gewählt. Als volljährig gilt jeder ab dem 18. Lebensjahr und nur Mitglieder der Armee und Strafgefangene dürfen nicht wählen. Der Präsident des Senats und die Senats- und Kongressabgeordneten werden für eine Amtszeit von vier Jahren gewählt.
Obgleich die Exekutive in formeller Hinsicht der Kontrolle der Judikative (Corte Suprema, Corte Constitucional, Consejo de Estado, Consejo Superior de la Judicatura), der Legislative und sogar einem Ombudsman (Defensor del Pueblo) untersteht, ist in der politischen Praxis ein starkes Übergewicht des Präsidenten zu beobachten. Der von Klientelismus und der Durchsetzung partikularer Interessen gekennzeichnete Kongress hat in den vergangenen Jahrzehnten immer mehr von seiner Kontrollfunktion eingebüßt.
Die verfassungsmäßige Stellung des Präsidenten gegenüber dem Parlament (veto power) ist im Vergleich zu anderen Regierungssystemen der Hemisphäre ungewöhnlich stark. Noch immer bestimmen die traditionellen Eliten über die Verteilung der Güter und die Ausübung politischer Macht. Die während des Frente Nacional (1958–62) entstandene kartellhafte Konkordanzdemokratie hat somit nur einen oberflächlichen Wandel erfahren. Qualitative Demokratiekriterien wie Partizipation und Pluralismus sind hingegen nur eingeschränkt verwirklicht. Die auf einer massiven Militarisierung beruhende Politik der aktuellen Regierung (seguridad democráctica), gepaart mit dem Kompetenzzuwachs der Exekutive (Estado comunitario) stehen der Entwicklung einer starken Zivilgesellschaft und eines stabilen Rechtsstaates diametral entgegen. Internationale Organisationen wie Amnesty International kritisieren deswegen vor allem die negative Menschen- und Bürgerrechtsbilanz der gegenwärtigen Regierung.
Kolumbien ist Mitglied in der Organisation Amerikanischer Staaten (OAS), der Gemeinschaft der lateinamerikanischen und karibischen Staaten (CELAC) sowie der Andengemeinschaft (CAN) und war zwischen 2008 und 2018 Mitglied der Union Südamerikanischer Nationen (UNASUR). Im Rahmen der CAN bemüht sich Kolumbien um den Abschluss eines Assoziierungsabkommens mit der EU. Kolumbien ist außerdem Mitglied der Weltbank, der WTO, der IDB und des IWF, der G3 und den Vereinten Nationen. Beitrittsverhandlungen zum Mercosur werden geführt. Kolumbien hat in den vergangenen Monaten erste Anstrengungen unternommen, um mit den zentralamerikanischen Staaten El Salvador, Guatemala und Honduras ein Freihandelsabkommen zu vereinbaren. Mit den USA hat Kolumbien einen bilateralen Freihandelsvertrag abgeschlossen, dessen Ratifizierung durch das nordamerikanische Parlament im Juni 2007 noch aussteht. Mit der OECD unterhält Kolumbien Arbeitsbeziehungen. Am 28. April 2020 erfolgte der Beitritt zur OECD.
Die kolumbianische Nationalflagge trägt die „bolivarianischen“ Farben Gelb-Blau-Rot. Das Staatswappen zeigt die Landenge von Panama, den Kondor als Wappentier sowie den Leitspruch „Freiheit und Ordnung“. Die kolumbianische Nationalhymne mit dem Titel „O unverwelklicher Ruhm“ entstand Ende des ausgehenden 18. und des beginnenden 19. Jahrhunderts. Sie wurde von Rafael Núñez geschrieben und von dem Italiener Oreste Sindici vertont. Sie wurde im Jahr 1928 die offizielle Hymne des Landes. Bei offiziellen Anlässen wird nur die erste Strophe gesungen. Als erste Hymne Kolumbiens wird allgemein ein Volkslied aus dem Süden des Landes „La Guaneña“ angesehen.

### Politische Indizes
| Name des Index                     | Indexwert    | Weltweiter Rang | Interpretationshilfe | Jahr |
| ---------------------------------- | ------------ | --------------- | --- | ---- |
| Fragile States Index               | 75,6 von 120 | 63 von 179      | Stabilität des Landes: erhöhte Warnung 0 = sehr nachhaltig / 120 = sehr alarmierend Rang: 1 = fragilstes Land / 179 = stabilstes Land | 2024 |
| Demokratieindex                    | 6,35 von 10  | 60 von 167      | Unvollständige Demokratie 0 = autoritäres Regime / 10 = vollständige Demokratie                                                       | 2024 |
| Freedom in the World Index         | 70 von 100   | —               | Freiheitsstatus: frei 0 = unfrei / 100 = frei                                                                                         | 2024 |
| Rangliste der Pressefreiheit       | 49,8 von 100 | 115 von 180     | Schwierige Lage für die Pressefreiheit 100 = gute Lage / 0 = sehr ernste Lage                                                         | 2025 |
| Korruptionswahrnehmungsindex (CPI) | 39 von 100   | 92 von 181      | 0 = sehr korrupt / 100 = sehr sauber                                                                                                  | 2024 |

### Parteien
- Partido Social de Unidad Nacional (uribistisch, liberalkonservativ)
- Partido Liberal Colombiano (sozialliberal, Mitglied der Sozialistischen Internationale)
- Partido Conservador Colombiano (konservativ)
- Movimiento de Salvación Nacional (konservativ)
- Movimiento 19 de Abril (ehemalige Partei der gleichnamigen Guerillagruppe)
- Polo Democrático Independiente
- Unión Democrática
- Unión Patriótica (kommunistisch)
- Partido Comunista de Colombia (kommunistisch)
- Movimiento Obrero Independiente y Revolucionario
- Alianza Verde (Grüne)
- Cambio Radical
- Centro Democrático
- Movimiento Independiente de Renovación Absoluta (MIRA)
- Fuerza Alternativa Revolucionaria del Común, ehemalige FARC-Guerilla, 10 garantierte Sitze im Kongress laut Friedensvertrag von 2017, dies trotz Wähleranteil von unter einem Prozent.[92]

### Außenpolitik
Ein Schwerpunkt der kolumbianischen Außenpolitik ist die regionale Integration. Ein besonders enges Verhältnis unterhält Kolumbien zu den Partnerländern der Pazifik-Allianz (Chile, Peru und Mexiko), die in kurzer Zeit deutliche Integrationsfortschritte und eine Vertiefung der gegenseitigen Beziehungen erzielt hat. Kolumbien ist darüber hinaus Mitglied der Andengemeinschaft (CAN), der Vereinigung Karibischer Staaten (AEC) und der Union Südamerikanischer Staaten (UNASUR).
Mit dem Ziel einer verstärkten regionalen Zusammenarbeit hat die Regierung Santos das Verhältnis zu den Nachbarstaaten deutlich verbessert. Das Verhältnis zu Venezuela hat sich allerdings seit Mitte 2015 wieder erheblich eingetrübt, messbar an der über einjährigen Schließung der Grenze. Erst im August 2016 wurde die Landgrenze zu Venezuela wieder geöffnet, wobei es nach wie vor zu sporadischen Grenzschließungen durch die venezolanische Regierung kommt. Anfang 2019 brach Venezuela die diplomatischen Beziehungen zu Kolumbien schließlich ab.
Die Vereinigten Staaten sind ein wichtiger Verbündeter Kolumbiens. Kolumbien gehört zu den amerikafreundlichsten Staaten Lateinamerikas und die Beziehungen beider Länder sind eng. Beide Länder haben im Oktober 2011 ein gemeinsames Freihandelsabkommen unterzeichnet. Der asiatisch-pazifische Raum ist außerdem für Kolumbien politisch und wirtschaftlich zunehmend von Interesse.

### Menschenrechte
Seit Jahrzehnten schwelt in Kolumbien ein bewaffneter Konflikt zwischen linksgerichteten Guerillatruppen, rechtsgerichteten Paramilitärs und der regulären kolumbianischen Armee. Sämtliche beteiligte Parteien machten und machen sich schwerster Menschenrechtsverletzungen schuldig. Die Opfer stammen mehrheitlich aus der Zivilbevölkerung. Besonders gefährdet sind Angehörige indigener Volksgruppen, Afro-Kolumbianer und Kleinbauern, welche in Gebieten leben, die für die Konfliktparteien von besonderem strategischem oder ökonomischem Interesse sind. Millionen Menschen wurden während dieses Konflikts aus ihren Heimatorten gewaltsam vertrieben. Auch Menschenrechtsaktivisten, Journalisten, Gewerkschafter, Sprecher von Opferverbänden sowie Opfer paramilitärischer Organisationen, die die Restitution ihres Landbesitzes oder Entschädigung fordern, sind besonders gefährdet.
Im Fall von Vertreibungen wird den Opfern häufig vom Staat die Anerkennung als Vertreibungsopfer verweigert. Demzufolge gehen auch die offiziellen Zahlen und jene von Nichtregierungsorganisationen stark auseinander. Gemäß der staatlichen Registrierungsstelle Registro Único de Víctimas wurden von 1996 bis 2012 etwas mehr als 4,7 Millionen Menschen vertrieben, während die Nichtregierungsorganisation CODHES zwischen 1985 und 2012 von mehr als 5,7 Millionen ausgeht.
Die kolumbianische Regierung hatte 2005 ein Gesetz für „Gerechtigkeit und Frieden“ (justicia y paz) erlassen, das den Grundstein für den Reintegrationsprozess der Demobilisierten und die Entschädigung ihrer Opfer bilden sollte. Die Erfolge sind jedoch mager.
Der Vertreter des UN-Hochkommissariats für Menschenrechte in Kolumbien, Christian Salazar, erklärte 2011 das Verschwindenlassen von Menschen zu einem der „schwersten Menschenrechtsverbrechen“. In den letzten 30 Jahren seien in Kolumbien mehr als 57.200 Menschen verschwunden, von denen nur 15.600 auf offiziellen Opferlisten auftauchten, obwohl die Generalstaatsanwaltschaft wahrscheinlich sogar über mehr als 26.500 Fälle von Verschwundenen informiert worden sei.
Einem Bericht von Global Witness zufolge war Kolumbien im Jahr 2018 der Staat mit der zweithöchsten Mordrate an Umweltaktivisten. Hinzu kamen Übergriffe auf Führungspersönlichkeiten indigener und afrokolumbianischer Herkunft, Gewerkschafter und sonstige Menschrechtsaktivisten. Im ersten Halbjahr 2019 wurden über 300 Mitglieder sozialer Organisationen getötet.
Unter dem rechtskonservativen Präsidenten Iván Duque nahmen Korruption, Polizeigewalt und soziale Ungleichheit noch zu, was zu großen landesweiten Protesten in den Jahren 2019 bis 2021 führte. Mit der Wahl des linken Gustavo Petro 2022 verbesserte sich die Lage bezüglich Demokratie und Menschenrechte wieder.

#### Menschenrechtsverletzungen durch Guerillas und Drogenkartelle
Sowohl die Revolutionären Streitkräfte Kolumbiens (FARC) als auch die Nationale Befreiungsarmee (ELN) begingen laut Human Rights Watch im Jahr 2010 weiterhin mehrfach schwere Verstöße gegen die Menschenrechte der Zivilbevölkerung und das internationale Völkerrecht. Insbesondere die FARC sind häufig für Morde, Bedrohungen, gewaltsame Vertreibung, die Rekrutierung von Kindersoldaten und Geiselnahmen verantwortlich zu machen. Die Regierung schätzt die Anzahl der rekrutierten Kinder, durch FARC, ELN und das Drogenkartell Clan del Golfo in den Jahren von 2000 bis 2020 auf 14.000.
Sowohl die FARC als auch die ELN benutzen weiterhin die international geächteten Anti-Personen-Landminen, denen sowohl Sicherheitskräfte als auch zahlreiche Zivilisten zum Opfer fielen.

#### Menschenrechtsverletzungen durch Paramilitärs und deren Nachfolger
Seit 2003 sollen 30.000 Angehörige paramilitärischer Gruppen demobilisiert worden sein. Jedoch gibt es starke Hinweise dafür, dass viele von ihnen entweder keine Paramilitärs waren oder dem bewaffneten Kampf nicht abschworen. Viele angeblich demobilisierte Truppen setzten ihre Aktionen unter neuer Führung, meist aus dem ehemaligen mittleren Kommando, fort, um die Kontrolle über zahlreiche Gebiete zu erhalten. Terrorakte gegen Zivilisten werden dabei sehr häufig angewandt. Laut Angaben der kolumbianischen Polizei hatten diese Organisationen im Juli 2010 rund 7350 Mitglieder. Die NGO Instituto de Estudios para el Desarrollo y la Paz (Institut für Studien der Entwicklung und des Friedens) schätzte die Zahl der bewaffneten Kämpfer jedoch auf rund 6000, die sich auf 29 der insgesamt 32 Departamentos Kolumbiens ausgebreitet hätten. Die Unterstützung durch offizielle Sicherheitseinheiten ist ein Hauptgrund für das Wiedererstarken der Nachfolgeorganisationen.
Ebenso wie die ehemaligen Paramilitärs sind deren Nachfolger für Drogenhandel, Zwangsrekrutierungen, weit verbreiteten Missbrauch, wie Morde, Massaker, Vergewaltigungen und gewaltsame Vertreibung verantwortlich. Nach Angaben der kolumbianischen Regierung waren die Bacrim genannten Erben der Paramilitärs für 47 Prozent der 15.400 im Jahr 2010 begangenen Morde in Kolumbien verantwortlich.
Kolumbiens Oberster Gerichtshof hat in den letzten Jahren große Fortschritte bei der Aufarbeitung der Verbindungen zwischen Kongressmitgliedern und Paramilitärs gemacht. Im Zuge des sogenannten „Paraskandals“ wurden Untersuchungen bei bis zu 150 Kongressmitgliedern eingeleitet, die meisten davon aus der Koalition von Ex-Präsident Álvaro Uribe. Letztendlich wurden 20 Anklagen erhoben. Uribes Regierung hatte entsprechende Untersuchungen regelmäßig versucht zu sabotieren, unter anderem mit öffentlichen oder persönlichen Attacken gegen Mitglieder des Obersten Gerichts. Der neue Präsident Santos versprach die Achtung der Unabhängigkeit der Gerichte.
Ein Gesuch der kolumbianischen Koalition gegen Folter (CCCT), das Fakultativprotokoll zum Übereinkommen gegen Folter zu ratifizieren, wurde von der kolumbianischen Regierung abgelehnt. Die Ratifizierung würde es unabhängigen internationalen Organisationen ermöglichen, Inspektionen von Haftorten durchzuführen. Die Ablehnung wurde damit begründet, dass das Protokoll in Kolumbien unnötig sei, weil verschiedene Mechanismen auf allen staatlichen Ebenen existierten, die Folterungen verhüteten.

#### Kolumbianisches Militär und Straflosigkeit
Den Sicherheitskräften wird vorgeworfen, zwischen 1981 und 2012 insgesamt 2.399 Menschen ermordet zu haben. Die meisten bekannten illegalen Hinrichtungen fanden zwischen 2006 und 2008 statt, als Juan Manuel Santos Verteidigungsminister war. Darunter befanden sich die sogenannten „Falsch Positiven“ (falsos positivos), Zivilisten, die ermordet und in Uniformen der FARC gesteckt wurden, um ein von der Regierung ausgelobtes Kopfgeld für jeden getöteten FARC-Kämpfer zu erhalten. Nachdem die Zahl der illegalen Hinrichtungen durch Militärangehörige im Jahr 2009 stark abgenommen hatte, gab es im Jahr 2010 nach Angaben der kolumbianischen Nichtregierungsorganisation CINEP wieder 58 Prozent mehr Fälle und 70 Prozent mehr Opfer als im Jahr 2009. Damals waren es sieben Fälle mit 16 Opfern, während 2010 zwölf Fälle mit 23 Opfern registriert wurden. Im Unterschied zu früher würden die Opfer nun nicht mehr als Guerilla-Kämpfer präsentiert, sondern als Verbrecher. Zwischen 2001 und 2010 habe es insgesamt 887 außergerichtliche Hinrichtungen, außerdem Fälle von Folter, Vertreibung und anderen Straftaten durch offizielle Einheiten von Polizei oder Militär gegeben. Ermittlungen fanden zu 3600 Fällen statt. Seitens der Militärjustiz werden entsprechende Untersuchungen häufig behindert, indem man sich weigert, entsprechende Fälle an normale Zivilgerichte abzugeben.

### Militär

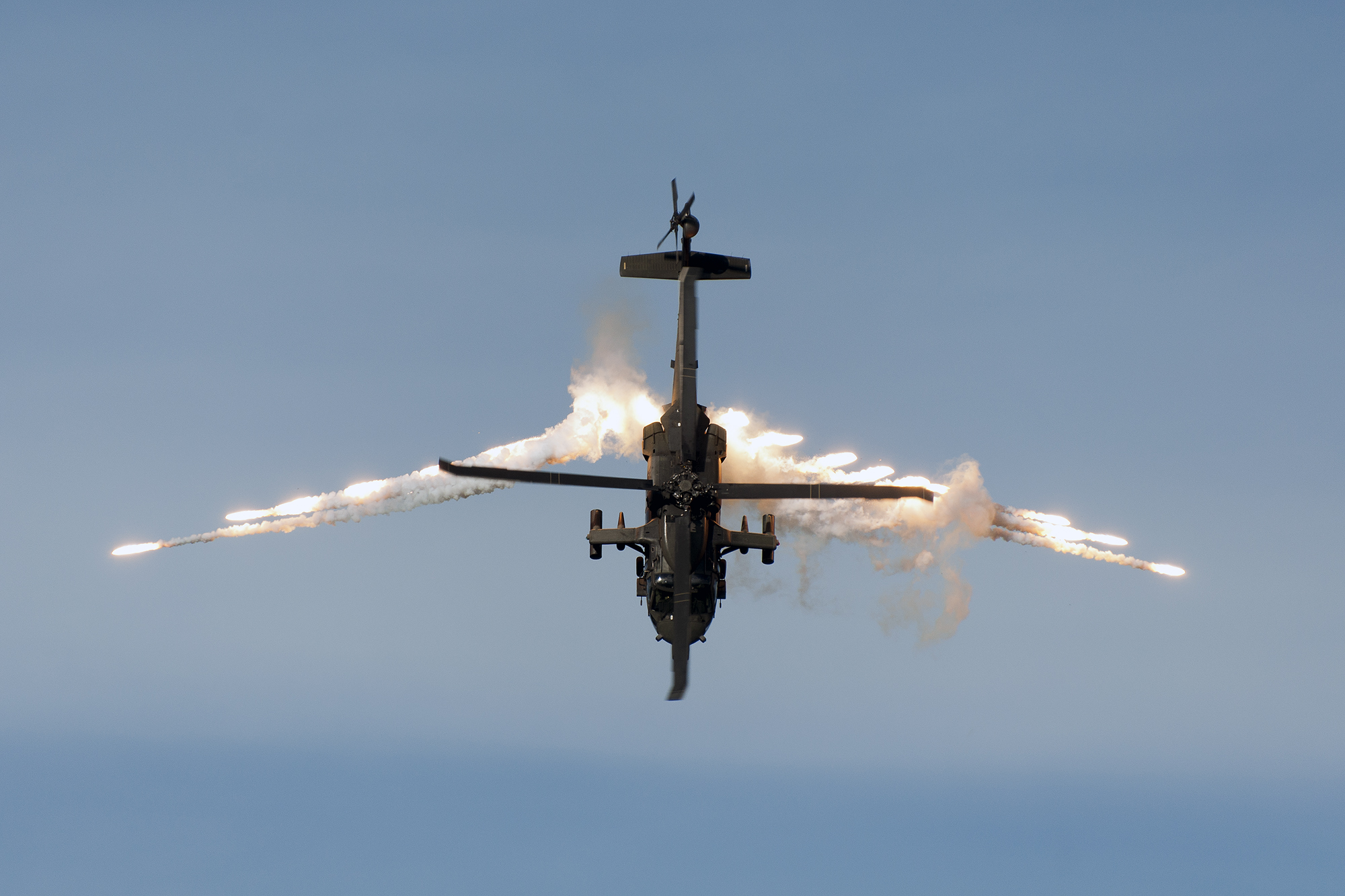
Kolumbianische UH-60L wirft Flares

Die Kolumbianischen Streitkräfte gliedern sich in das Heer (Ejército Nacional de Colombia), die Marine (Armada Nacional), die Luftwaffe (Fuerza Aérea Colombiana) und die Bundespolizei (Policía Nacional de Colombia). In Kolumbien herrscht für Männer eine allgemeine Wehrpflicht von 12 bis 22 Monaten. Frauen können sich freiwillig für den Dienst an der Waffe entscheiden. In der Praxis wird die Wehrpflicht jedoch häufig unterlaufen (es gibt gesetzliche Ausnahmen: „Bachilleres“, Studenten, Einzelkinder usw.), weswegen sich die Streitkräfte fast ausschließlich aus den unteren Schichten rekrutieren. Aufgrund dieser sozialen Ungerechtigkeit hat Präsident Álvaro Uribe angekündigt, langfristig eine Berufsarmee einzuführen.

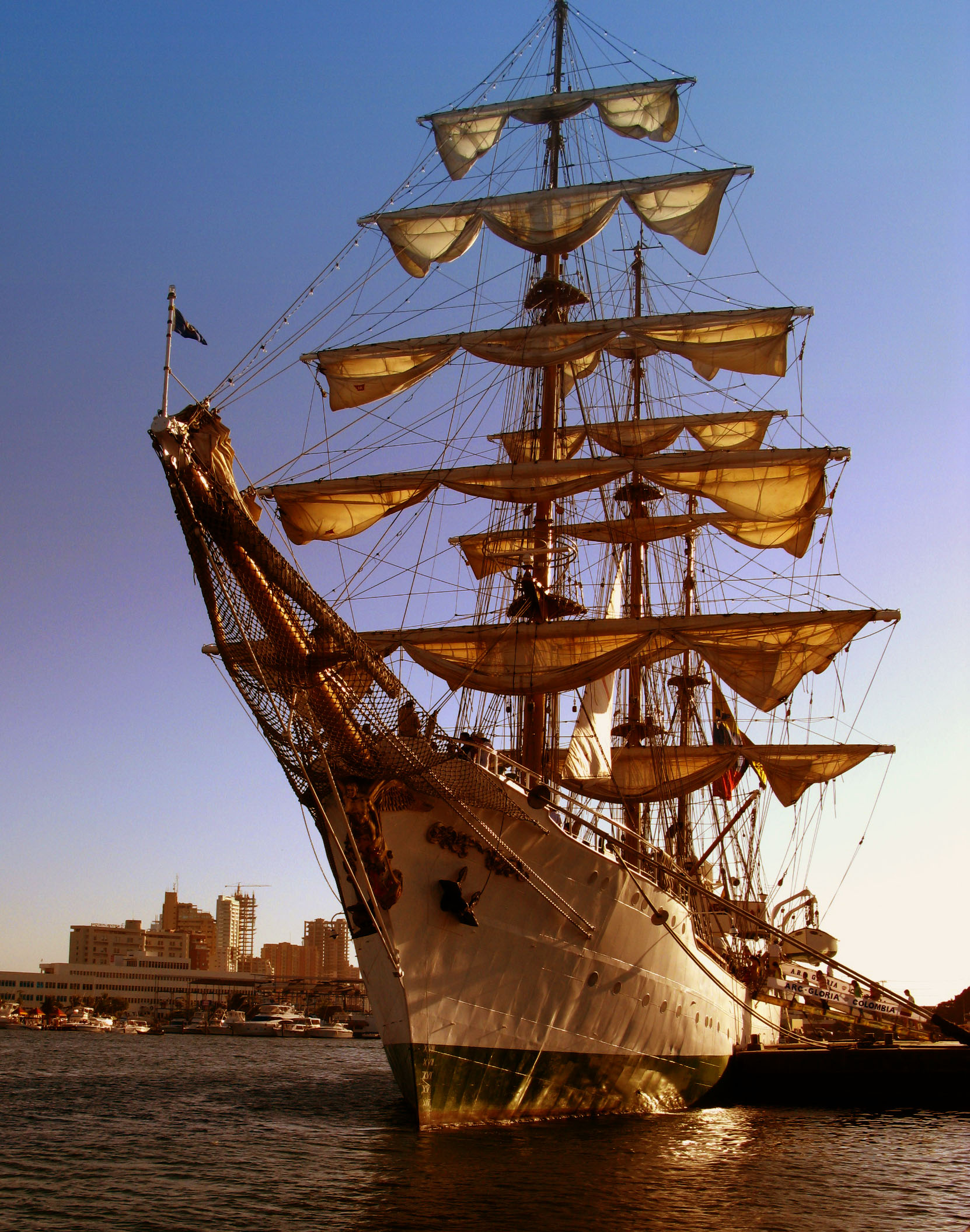
ARC Gloria Ausbildungsschiff der Marine

Die Streitkräfte unterstehen direkt dem Präsidenten, der Oberbefehlshaber ist. Nach dem Amtsantritt von Präsident Uribe (2002) hat sich die Zahl der Soldaten um mehr als die Hälfte erhöht. Dienten 2001 noch ca. 190.000 Mann als Soldaten, so dienen in allen Bereichen gegenwärtig ca. 250.000 Soldaten. Im Rahmen der Politik der „demokratischen Sicherheit“ soll sich diese Zahl bis zum Jahr 2010 auf ca. 270.000 Soldaten erhöhen. Hinzu kommen etwa 150.000 Polizisten, von denen ein Teil jedoch zur Militärpolizei gehört.
Der Plan Colombia legitimiert die Streitkräfte, auch polizeiliche Aufgaben zu erfüllen, speziell im „Krieg gegen Drogen“.

### Administrative Gliederung
Zwischen 1861 und 1886 war Kolumbien eine Bundesrepublik und bestand aus den neun Bundesstaaten Antioquia, Bolívar, Boyacá, Cauca, Cundinamarca, Magdalena, Panamá, Santander und Tolima. 1886 wurden die Bundesstaaten aufgelöst und durch 23 Departamentos ersetzt. Im frühen 20. Jahrhundert wurden weitere vier Intendencias und fünf Comisarías zur Verwaltung der dünnbesiedelten Urwaldgebiete am Amazonas eingerichtet. 1991 wurden sämtliche Intendencias und Comisarías in reguläre Departamentos umgewandelt.
Kolumbien ist politisch in 32 Departamentos und einen Hauptstadtdistrikt (Distrito Capital) unterteilt. Jedes Departamento hat einen Gouverneur (gobernador) und einen Departementsrat (asamblea departamental), die alle vier Jahre vom Volk gewählt werden. Der Gouverneur kann nicht für eine unmittelbar folgende Regierungszeit wiedergewählt werden. Die Departamentos sind weiter in 1121 Gemeinden (municipios) oder gemeindeähnliche Verwaltungseinheiten (corregimientos departamentales abgekürzt: C.D.) eingeteilt, die von einem volksgewählten Bürgermeister (Alcalde) und einem Gemeinderat (Consejo Municipal) regiert werden.
Zehn Gemeinden gelten wegen ihrer besonderen Stadtstruktur als Distrikte (Distritos), sie werden ebenfalls von einem Bürgermeister und einem Rat des Distrikts (Consejo Distrital) geleitet:
- Bogotá ist als Bundesdistrikt eine Ausnahme und ist weiterhin vom Departamento Cundinamarca abhängig.
- Barranquilla bildet offiziell den Spezial-, Industrie- und Hafendistrikt Barranquilla (Distrito Especial, Industrial y Portuario de Barranquilla kurz: Distrito Barranquilla).
- Santa Marta (Distrito Turístico, Cultural e Histórico de Santa Marta)
- Cartagena (Distrito Turístico y Cultural de Cartagena de Indias)
- 2007 wurden Cúcuta, Popayán, Tunja, Buenaventura, Turbo und Tumaco ebenfalls zu besonderen Distrikten erklärt.[115]

Liste der Departamentos, deren jeweilige Hauptstadt in Klammern:
1. Amazonas (Leticia)
2. Antioquia (Medellín)
3. Arauca (Arauca)
4. Atlántico (Barranquilla)
5. Bolívar (Cartagena de Indias)
6. Boyacá (Tunja)
7. Caldas (Manizales)
8. Caquetá (Florencia)
9. Casanare (Yopal)
10. Cauca (Popayán)
11. Cesar (Valledupar)
12. Chocó (Quibdó)
13. Córdoba (Montería)
14. Cundinamarca (Bogotá)
15. Guainía (Inírida)
16. Guaviare (San José del Guaviare)
17. Huila (Neiva)
18. La Guajira (Riohacha)
19. Magdalena (Santa Marta)
20. Meta (Villavicencio)
21. Nariño (Pasto)
22. Norte de Santander (Cúcuta)
23. Putumayo (Mocoa)
24. Quindío (Armenia)
25. Risaralda (Pereira)
26. San Andrés und Providencia (San Andrés)
27. Santander (Bucaramanga)
28. Sucre (Sincelejo)
29. Tolima (Ibagué)
30. Valle del Cauca (Cali)
31. Vaupés (Mitú)
32. Vichada (Puerto Carreño)
33. Bogotá – Distrito Capital

Die Departamentos finden sich auch in den kolumbianischen Postleitzahlen wieder. Sie sind in den ersten beiden von sechs Ziffern kodiert.

## Wirtschaft

### Volkswirtschaftliche Lage

Verbraucherpreisindex in Kolumbien und vier weiteren Staaten im Nordwesten Südamerikas, 1994–2004

Kolumbiens Wirtschaft wächst seit den 1990er Jahren kontinuierlich und stellt damit in Südamerika den größten Wachstumsmarkt nach Chile dar. In den vergangenen 20 Jahren wurden die Konsumgüter- und die Grundstoffindustrie verstärkt ausgebaut. Heute spielen die Nahrungsmittel- und die Textilindustrie die größte Rolle.
Kolumbien wird im Allgemeinen ein großes ökonomisches Potential zugeschrieben. Das liegt unter anderem an der fortgeschrittenen Industrialisierung und an der großen Menge an Rohstoffen.
In einem Ranking der unternehmerfreundlichsten Länder der Welt, welches von der Weltbank-Tochter International Finance Corporation erstellt wurde, besetzte Kolumbien 2009 nach St. Lucia und vor Aserbaidschan den 37. Platz (Platz 1 Singapur) und gilt demnach als ein positives Beispiel für finanzielle Stabilität und Marktreformen.
Ein großer Teil der kolumbianischen Wirtschaft wird direkt oder indirekt vom Anbau und der Produktion von illegalen Drogen beeinflusst. Die Hilfsorganisation Brot für die Welt berichtete im Jahr 2009, dass rund 70 % der weltweiten Kokainproduktion auf Kolumbien entfällt. So bauen Bauern insbesondere Koka, aber auch Schlafmohn an, da sie sich so ein besseres Einkommen versprechen als bei der Produktion von Nahrungsmitteln oder Kaffee; und der Druck der Drogenkartelle ermöglicht es den Kokabauern oft auch nicht, auf legale Waren umzuschwenken.
Die Arbeitslosenquote lag 2017 bei 10,5 %. 2011 arbeiteten 17 % aller Arbeitskräfte in der Landwirtschaft, 62 % im Dienstleistungssektor und 21 % in der Industrie. Ein großer Teil der Arbeitsplätze ist informell. Die Gesamtzahl der Beschäftigten wird für 2017 auf 25,8 Millionen geschätzt, davon 42,9 % Frauen.
Im Global Competitiveness Index, der die Wettbewerbsfähigkeit eines Landes misst, belegt Kolumbien Platz 66 von 137 Ländern (Stand 2017–2018). Im Index für wirtschaftliche Freiheit belegt das Land 2017 Platz 37 von 180 Ländern.
Nach tagelangen Protesten trat Alberto Carrasquilla – welcher auch im Vorstand der Banco de la República (Zentralbank) sitzt – Anfang Mai 2021 als Wirtschaftsminister zurück.

Prozent der Personen in Haushalten, die unter dem Mindestlebensstandard leben

In Kolumbien konnte die Zahl der Menschen, die von absoluter Armut betroffen sind, also mindestens fünf Armuts-Indikatoren aufweisen, in der ersten Dekade des 21. Jahrhunderts deutlich schneller gesenkt werden als in den Dekaden davor. Waren im Jahr 2003 noch 49 Prozent der Bevölkerung von ernsthafter Armut betroffen, sank deren Anteil im Jahr 2012 auf 27 Prozent. Kolumbien blieb dennoch ein Land mit vergleichsweise hoher sozialer Ungleichheit. Der Gini-Index der Einkommensverteilung sank im Zeitraum von 2002 bis 2012 nur leicht von 0,57 auf 0,54, womit Kolumbien weit über dem OECD-Durchschnitt liegt. Nach einer im Jahr 2009 veröffentlichten Untersuchung der Nationalen Universität in Bogotá beträgt der Gini-Index 0,59. Der Leiter der Studie, Ricardo Bonilla, betonte, dass Kolumbien damit den schlechtesten Wert „dieser entehrenden Kategorie“ in ganz Lateinamerika aufweise. Gerade die Bevölkerungsteile mit niedrigen und mittleren Einkommen seien in den letzten Jahren in prekäre Beschäftigungsverhältnisse gedrückt worden, ihre Einkommen seien gesunken. Nur ein Drittel der Beschäftigten des Landes verfüge über Sozial- und Krankenversicherungen. Die reichsten 20 Prozent der Bevölkerung verfügten über 62 Prozent des gesamten Einkommens und seien damit verantwortlich für den wesentlichen Teil des landesweiten Konsums. Den Anteil der sehr Armen an der Bevölkerung gibt die Studie mit 18 Prozent an. Grundsätzlich lebt man in der Stadt besser als auf dem Land, wobei das Leben in der Hauptstadt mit 19 Prozent unter dem Standard im Vergleich zu allen anderen Ballungsgebieten am schlechtesten abschneidet. Große Fortschritte wurden im Bereich der Schulbildung erreicht, da nur 2,4 Prozent der Kinder nicht regelmäßig die Schule besuchten, im Vergleich zu acht Prozent 1993. Auch die Anzahl an Familienmitgliedern, die zu dritt oder mehr in einem Zimmer schlafen, ist von 15,4 Prozent auf elf Prozent gesunken, wobei aber die Familien, die in unsachgemäßen Unterkünften leben, nur von 11,6 Prozent auf 10,4 Prozent gesunken ist.
Das Land führt eine Wertpapierbörse in der Hauptstadt mit der Bezeichnung Bolsa de Valores de Colombia und dem Leitindex der Volkswirtschaft COLCAP.
| Jahr                                    | 2010   | 2015   | 2016   | 2017   | 2018   | 2019   | 2020   | 2021   | 2022    | 2023    |
| --------------------------------------- | ------ | ------ | ------ | ------ | ------ | ------ | ------ | ------ | ------- | ------- |
| BIP in Mrd. USD (Kaufkraftparität)      | 477,6  | 651,9  | 671,8  | 693,1  | 747,1  | 807,6  | 785,7  | 906,0  | 1.041,4 | 1.085,4 |
| BIP pro Kopf in USD (Kaufkraftparität)  | 10.834 | 14.075 | 14.345 | 14.617 | 15.481 | 16.349 | 15.588 | 17.725 | 20.149  | 20.788  |
| BIP-Wachstum (real)                     | 4,5 %  | 3,0 %  | 2,1 %  | 1,4 %  | 2,6 %  | 3,2 %  | −7,2 % | 10,8 % | 7,3 %   | 0,6 %   |
| Inflation (in Prozent)                  | 2,3 %  | 5,0 %  | 7,5 %  | 4,3 %  | 3,2 %  | 3,5 %  | 2,5 %  | 3,5 %  | 10,2 %  | 11,7 %  |
| Staatsverschuldung (in Prozent des BIP) | 36 %   | 50 %   | 50 %   | 49 %   | 54 %   | 52 %   | 66 %   | 64 %   | 60 %    | 54 %    |

### Beschäftigung
Für das Jahr 2020 wird die Arbeitslosenquote auf 14,5 % oder 4,75 Millionen Arbeitnehmer geschätzt, allerdings sind in den großen Städten 47,1 % der Beschäftigten ohne vertragliche Bindung. Neu entstehende Arbeitsplätze sind oft nur saisonale. Die dynamischsten Beschäftigungssektoren sind der Handel und die Bauwirtschaft. Kolumbien ist bei der Work-Life-Balance das Schlusslicht in der OECD (Stand 2021). Fast 27 Prozent der Beschäftigten arbeiten mindestens 50 Stunden pro Woche. Das sind mehr als doppelt so viel wie im OECD-Durchschnitt.

### Außenhandel

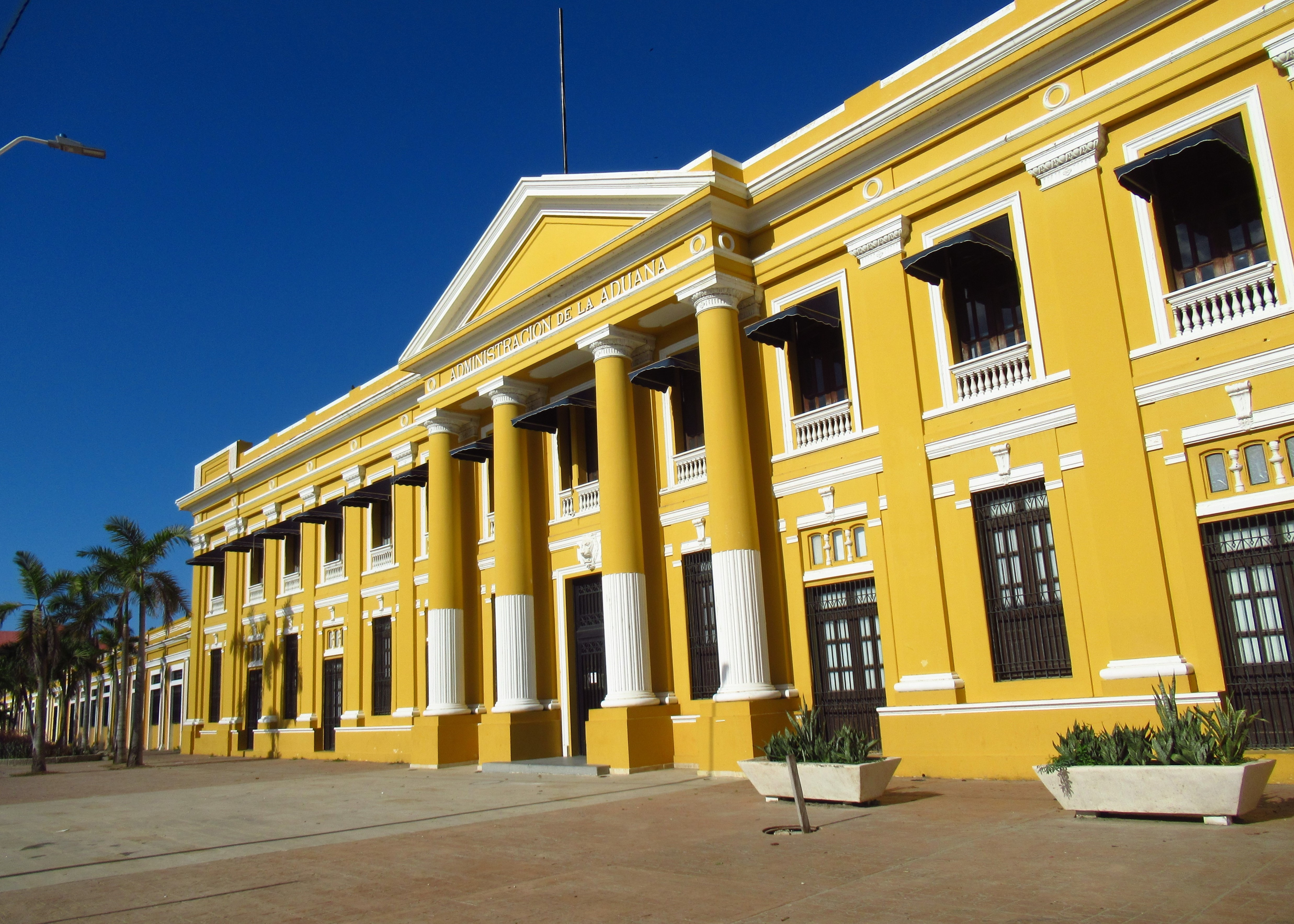
Antigua Aduana – Historisches Zollgebäude in Barranquilla

Kolumbien hat Freihandelsabkommen mit mehr als einem Dutzend Ländern unterzeichnet oder verhandelt; Das Freihandelsabkommen Kolumbien – USA ist im Mai 2012 in Kraft getreten. Die USA und Kolumbien haben von der FTA profitiert, aber Kolumbiens Fähigkeit, vollen Nutzen aus seinem verbesserten Zugang zu den amerikanischen Märkten zu nehmen, ist weiterhin durch den Mangel an Exportdiversifizierung eingeschränkt.
Die Diversizierung der kolumbianischen Wirtschaft ist immer noch nicht zufriedenstellend. Inzwischen spielt der Kaffee eine zwar wichtige aber mit rund 15 % der Exporterlöse nur noch untergeordnete Rolle. Mit der Globalisierung der Wirtschaftswelt sind andere Produkte in den Vordergrund gerückt wie Bananen, Schnittblumen, Smaragde, exotische Früchte, Zuckerrohr und Zucker, Tabak, Reis, Industrieprodukte, Mode- und Designerartikel, Bekleidung, Textilien, Lederwaren, Chemikalien, Lebensmittel, Erdöl, Erdgas und Erdölderivate, Steinkohle und Kohlederivate, Gold und Nickel. Wichtigste Einfuhrgüter sind Kraftfahrzeuge, Ausrüstungen für die Telekommunikation, chemische Produkte und Vorprodukte, Eisen- und Stahlprodukte, Papier und Karton, Polyethylen und Agrarerzeugnisse.
Das Land steht an 17. Stelle bei Exporten landwirtschaftlicher Produkte in die USA.
Bedeutendster Handelspartner sind die USA, die 40 % der gesamten Exporte abnehmen. Zweitwichtigster Handelspartner sind die Staaten der Andengemeinschaft, gefolgt von der Europäischen Union. Haupthandelspartner des Landes sind in Lateinamerika: Venezuela, Mexiko, Ecuador, Brasilien, Chile und Argentinien. Auch der Handel mit der Volksrepublik China gewinnt zunehmend an Bedeutung. Was ausländische Investitionen in Kolumbien angeht, so stehen die USA an erster Stelle, gefolgt von Spanien [2020 : 1.811 Millionen $, das sind 29,1 % der Gesamtinvestitionen]
Im Dezember 2012 hat das Europäische Parlament ein Freihandelsabkommen mit Kolumbien und Peru ratifiziert, das den Handel zwischen Europa und den beiden lateinamerikanischen Staaten erleichtern soll. Umweltorganisationen wie Rettet den Regenwald kritisieren jedoch, dass das Abkommen keine verbindlichen Umwelt- und Menschenrechtsstandards enthält. Ein Gutachten der EU legt dar, dass ohne solche Richtlinien der Freihandelsvertrag die Wasserqualität und die Artenvielfalt in Kolumbien und Peru gefährdet sowie die Zerstörung empfindlicher Ökosysteme nach sich zieht.
Vorteile für Kolumbien sind:
- Bis zu 62.000 Tonnen Zucker dürfen zollfrei in die EU exportiert werden. 3-%-Wachstum dieser Quote pro Jahr.
- Produkte die aus Zucker erstellt sind, dürfen bis zu 20.000 Tonnen in die EU exportiert werden. Auch hier gilt ein 3-%-Wachstum dieser Quote pro Jahr.
- Ethanol und Biodiesel, gerösteter Kaffee, Palmöl, Tabak dürfen zollfrei exportiert werden.
- Blumen dürfen in unbegrenzter Menge exportiert werden.
- Früchte und Gemüse dürfen großteils zollfrei vermarktet werden. Bei Bananen reduziert sich der Zolltarif auf € 148 und bis 2020 weiter bis auf € 75 pro Tonne.
- Bis zu 5600 Tonnen Fleisch dürfen exportiert werden. 10-%-Wachstum dieser Quote pro Jahr.

| Haupthandelspartner (2020) | Haupthandelspartner (2020) | Haupthandelspartner (2020) | Haupthandelspartner (2020) |
| Einfuhr (in %) von         | Einfuhr (in %) von         | Ausfuhr (in %) nach        | Ausfuhr (in %) nach        |
| -------------------------- | -------------------------- | -------------------------- | -------------------------- |
| Vereinigte Staaten         | 24,5                       | Vereinigte Staaten         | 30,5                       |
| Volksrepublik China        | 23,9                       | Volksrepublik China        | 8,9                        |
| Mexiko                     | 6,7                        | Ecuador                    | 4,7                        |
| Brasilien                  | 5,6                        | Panama                     | 4,6                        |
| Deutschland                | 3,8                        | Brasilien                  | 4,1                        |
| Frankreich                 | 2,2                        | Mexiko                     | 3,7                        |
| Indien                     | 2,2                        | Italien                    | 3,1                        |
| sonstige Staaten           | 31,1                       | sonstige Staaten           | 40,4                       |
| Quelle: GTAI               |                            |                            |                            |

| Entwicklung des Außenhandels                                       | Entwicklung des Außenhandels                                       | Entwicklung des Außenhandels                                       | Entwicklung des Außenhandels                                       | Entwicklung des Außenhandels                                       | Entwicklung des Außenhandels                                       | Entwicklung des Außenhandels                                       |
| in Mrd. US-Dollar und seine Veränderung gegenüber dem Vorjahr in % | in Mrd. US-Dollar und seine Veränderung gegenüber dem Vorjahr in % | in Mrd. US-Dollar und seine Veränderung gegenüber dem Vorjahr in % | in Mrd. US-Dollar und seine Veränderung gegenüber dem Vorjahr in % | in Mrd. US-Dollar und seine Veränderung gegenüber dem Vorjahr in % | in Mrd. US-Dollar und seine Veränderung gegenüber dem Vorjahr in % | in Mrd. US-Dollar und seine Veränderung gegenüber dem Vorjahr in % |
| ------------------------------------------------------------------ | ------------------------------------------------------------------ | ------------------------------------------------------------------ | ------------------------------------------------------------------ | ------------------------------------------------------------------ | ------------------------------------------------------------------ | ------------------------------------------------------------------ |
|                                                                    | 2018                                                               | 2018                                                               | 2019                                                               | 2019                                                               | 2020                                                               | 2020                                                               |
|                                                                    | Mrd. US-Dollar                                                     | % gg. Vj.                                                          | Mrd. US-Dollar                                                     | % gg. Vj.                                                          | Mrd. US-Dollar                                                     | % gg. Vj.                                                          |
| Einfuhr                                                            | 51,2                                                               | +11,2                                                              | 52,7                                                               | +2,9                                                               | 43,5                                                               | −17,5                                                              |
| Ausfuhr                                                            | 41,8                                                               | +10,8                                                              | 39,5                                                               | −5,6                                                               | 31,1                                                               | −21,4                                                              |
| Saldo                                                              | −9,4                                                               |                                                                    | −13,5                                                              |                                                                    | −12,4                                                              |                                                                    |
| Quelle: GTAI                                                       |                                                                    |                                                                    |                                                                    |                                                                    |                                                                    |                                                                    |

### Staatshaushalt
Der Staatshaushalt umfasste 2016 Ausgaben von umgerechnet 84,2 Mrd. US-Dollar, dem standen Einnahmen von umgerechnet 76,0 Mrd. US-Dollar gegenüber. Daraus ergibt sich ein Haushaltsdefizit in Höhe von 2,0 % des BIP.
Die Staatsverschuldung betrug 2016 47,6 % des BIP.
2020 betrug der Anteil der Staatsausgaben (in % des BIP) folgender Bereiche:
- Gesundheit: 9,0 %
- Bildung: 4,9 %
- Militär: 2,9 % (2023)

## Infrastruktur
Seit der neuen Verfassung von 1991 sind die staatlichen Investitionen in die Infrastruktur zurückgegangen, die privaten dagegen angestiegen. Dadurch ist die Beteiligung des Privatsektors in Infrastrukturprojekte des Transportes, Strom und Wasserversorgung rasant gestiegen. Seit 1994 werden Teile des Fernstraßennetzes in Konzession an Privatunternehmer vergeben, die bis dato dadurch 10 % bis 15 % des Straßennetzes verwalten. Diese Strecken werden über eine Maut finanziert.

### Straßenverkehr

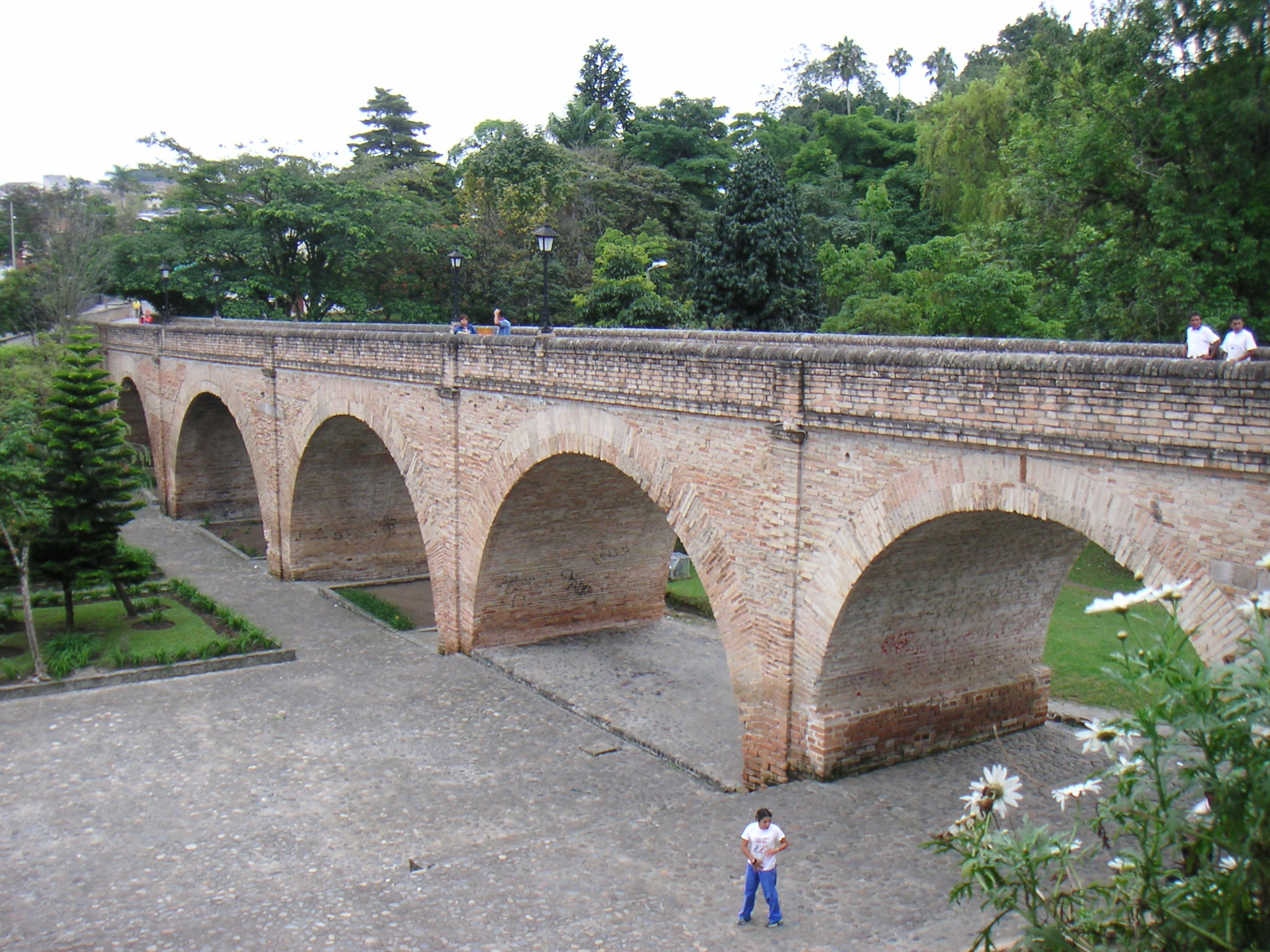
Historische Brücke in Popayán

Zusammen mit dem 112.998 km-Straßennetz, von denen nur ca. 26.000 km asphaltiert sind, besitzt Kolumbien daher eine der schlechtesten Verkehrsinfrastrukturen Süd- und Mittelamerikas. Der Straßenausbau liegt mit etwa 100 m/km² unter dem lateinamerikanischen Durchschnitt von 118 m/km².
Eine der Hauptverbindungsstraßen ist die Panamericana, die von Alaska bis Süd-Chile führt und Nordamerika mit Südamerika verbindet. Im Urwaldgebiet des Darién, im Grenzgebiet zwischen Panama und Kolumbien, befindet sich jedoch eine Unterbrechung, der sogenannte Tapón del Darién (auch unter dem englischen Namen Darien Gap bekannt), die bisher noch nicht geschlossen wurde – unter anderem aus seuchenhygienischen Gründen und zum Schutz des dortigen Regenwaldgebiets.
Ende der 2010er Jahre wurden zahlreiche Großprojekte in Angriff genommen, darunter mehrere Tunnels in Antioquia und Armenia unter der Zentralkordillere hindurch, um Bogotás Verbindung nach Medellín und Cali, sowie Medellíns Verbindung an die Karibikküste und Calis Verbindung zum Pazifikhafen Buenaventura zu verbessern.
Der Straßenverkehr des Landes gilt als unsicher. 2013 kamen in Kolumbien insgesamt 16,8 Verkehrstote auf 100.000 Einwohner. Zum Vergleich: In Deutschland waren es im selben Jahr 4,3 Tote. Insgesamt kamen damit 8100 Personen im Straßenverkehr ums Leben.
Busverkehr

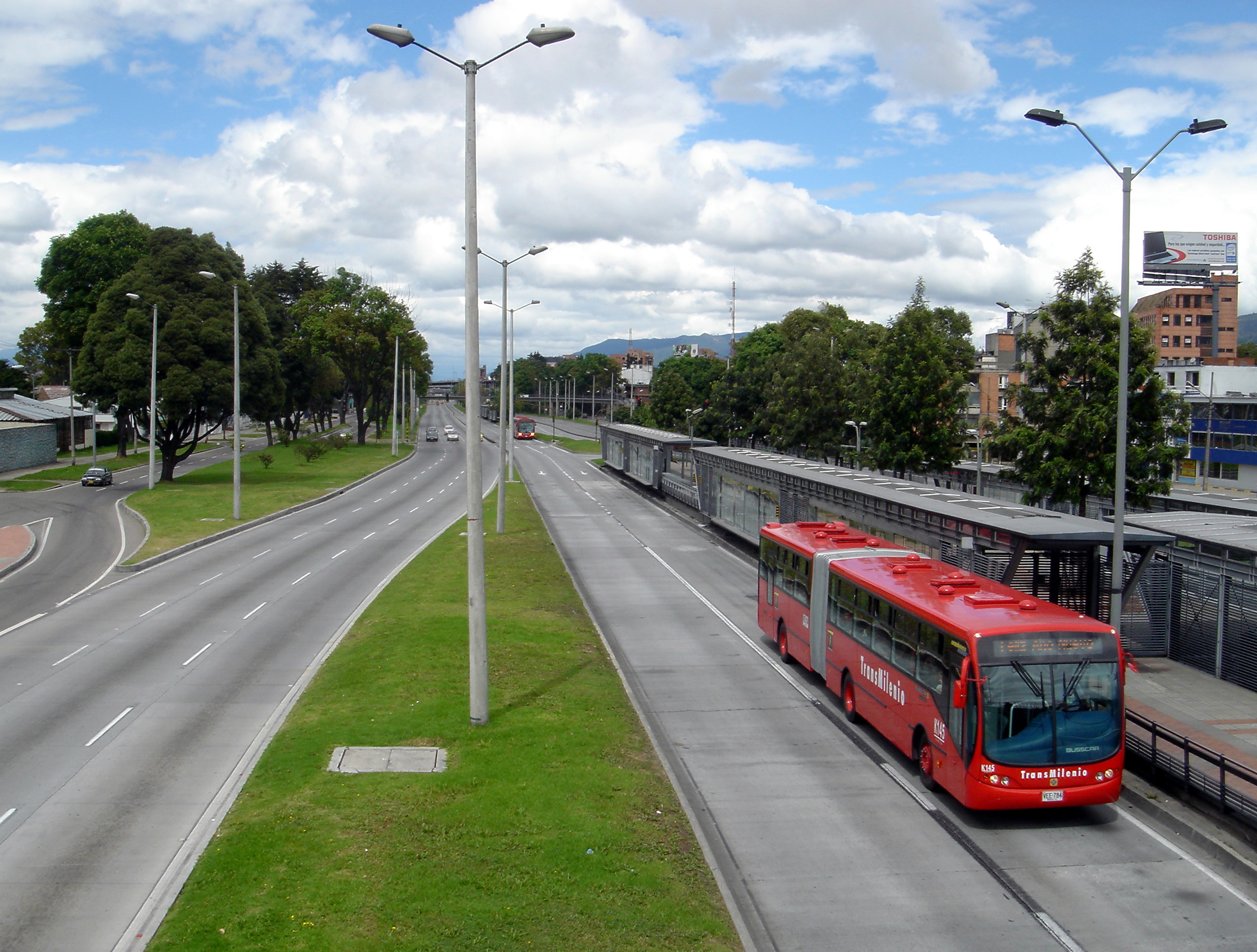
TransMilenio-Busse in Bogotá

Das Busnetz ist im ganzen Land, wie auch in der Hauptstadt, in privater Hand und kann unübersichtlich erscheinen. Auch das in der Hauptstadt angesiedelte TransMilenio-System wird privat betrieben, unterliegt jedoch stärkerer staatlicher Kontrolle. Dieses ist eher mit einer U-Bahn vergleichbar, denn die Fahrbahnen werden ausschließlich für den TransMilenio-Busverkehr benutzt. Vergleichbare Bussysteme sind in den meisten großen Städten eingeführt worden (z. B. Masivo Integrado de Occidente). Zwischen den Städten und Dörfern ist die gängigste Verkehrsart der Überlandbus. Verschiedene Busunternehmer bieten eine Vielzahl an Komfort- und Preisklassen an. Busbahnhöfe sind in fast jeder Stadt vorhanden. Im Stadtverkehr gibt es außerhalb des TransMilenio-Systems kaum Bushaltestellen. Der Bus hält fast überall auf Zuruf.

### Schienenverkehr

Eisenbahnnetz

Kolumbien besitzt ein 3304 km langes Schienennetz in 914 mm-Spur sowie ein 150 km langes Normalspurnetz zum Kohletransport von El Cerrejón zum Hafen Puerto Bolívar. Der Personenverkehr auf der Schiene beschränkt sich auf drei kurze touristische Strecken im Raum Bogotá. Das Pazifik-Netz vom Hafen Buenaventura über Cali nach Zarzal und Armenia wird zurzeit modernisiert. In Medellín gibt es mit der Metro de Medellín außerdem eine moderne U-Bahn (mit Oberleitung). Daneben fährt seit 2016 in Medellín eine Straßenbahn, die Ayacucho-Tram.

### Schiffsverkehr
Ein Großteil des kolumbianischen Im- und Exports Kolumbiens wird über große Seehäfen abgewickelt, die über moderne Containerterminals verfügen. Von größerer Bedeutung sind die Häfen von Barranquilla (Karibik), Buenaventura (Pazifischer Ozean), Cartagena (Karibik), Muelles El Bosque, Puerto Bolivar (Karibik), Santa Marta (Karibik) und Turbo (Karibik).

### Luftverkehr
Der größte Flughafen Kolumbiens ist der Aeropuerto Internacional El Dorado in der Hauptstadt, der derzeit ausgebaut wird. Ein zweiter noch größerer Flughafen, Eldorado II, nordwestlich von El Dorado wurde beschlossen und ist derzeit in Planung bzw. im Bau. Gegenwärtig verbinden 20 Fluggesellschaften Kolumbien mit 23 Ländern. Über das ganze Land sind zusätzlich viele kleine Regionalflughäfen verteilt, die Zahl der Flughäfen wird auf 980 geschätzt.

### Informationstechnologie
Kolumbien hat die am schnellsten wachsende Informationstechnologie-Industrie in der Welt und hat das mit 19.000 Kilometer längste Glasfasernetz in Lateinamerika. Im Jahr 2021 nutzten 73 Prozent der Einwohner Kolumbiens das Internet.
Von den 14 Millionen Haushalten in Kolumbien haben nur 7 Millionen Internetzugang. Wurden 2019 noch eine von 10 Transaktionen über das Internet abgewickelt, so sind es gegenwärtig (2021) drei von 10.
Es sind etwa 26 Millionen Festnetztelefone in Betrieb. Der zweitgrößte Telekommunikationskonzern in Kolumbien ist TELECOM, der größte ist ETB (Empresa de Teléfonos de Bogotá), der größte Anbieter von Internet- und Mobilfunkdiensten in Kolumbien. COMCEL, Movistar und Tigo und weitere zum Teil lokale Anbieter betreiben heute ein nahezu flächendeckendes Netz für die Mobiltelefonie.

### Postwesen
Das Postwesen wurde bereits während der spanischen Kolonialzeit eingeführt, ab 1859 gab es kolumbianische Briefmarken.

### Energieversorgung

#### Elektrizitätsversorgung
Laut der Unidad de Planeación Minero Energética (UPME) betrug die installierte Leistung der Kraftwerke in Kolumbien im Jahre 2014 14.620 MW, davon entfielen auf Wasserkraftwerke 9913 MW (67,8 %), auf Gaskraftwerke 3909 MW (26,7 %) und auf sonstige kalorische Kraftwerke 701 MW (4,8 %). Insgesamt wurden im Jahre 2013 62,197 Mrd. kWh erzeugt, davon 41,836 Mrd. (67 %) durch Wasserkraftwerke und 16,839 Mrd. (27 %) durch Wärmekraftwerke. Um die Stromerzeugung zu diversifizieren, setzt Kolumbien auf den Ausbau der Windenergie. Im Jahre 2011 lag Kolumbien mit 61,82 Mrd. kWh bzgl. der Erzeugung an Stelle 45 in der Welt.

#### Gasversorgung
12 Millionen Kolumbianer (22 % der Haushalte) benutzen Flüssiggas (GLP) zum Kochen. Der staatliche Energieversorger Ecopetrol hat einen Marktanteil von 25 % dieser zweitwichtigsten Energiequelle, das in Cusiana und Cupiagua gefördert wird. Das Gas gelangt in Behältern, mit Tanklastwagen und über ein Versorgungsnetz in die Haushalte. Erdgas wird im Inland in erster Linie als Nebenprodukt der Ölförderung erzeugt. Um Versorgungslücken zu füllen, verfügt Kolumbien über ein LNG-Terminal in Cartagena.

## Kultur

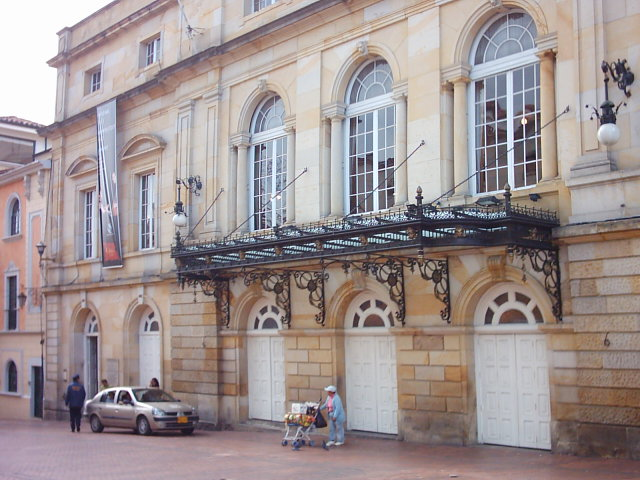
Teatro Colón, Theater in Bogotá

Die große Fläche des Landes, die Kolonisation durch die Spanier und die geografische Abgeschiedenheit einiger Regionen lassen es nicht zu, von einer einheitlichen kolumbianischen Kultur zu sprechen. Die Regionen des Landes haben sich über die Jahrzehnte unterschiedlich entwickelt und wurden durch Zuwanderung aus Europa und Arabien ebenso wie durch eingeschleppte Sklaven aus Afrika und Arabien beeinflusst. Seit der Kolonialisierung kann die christliche katholische Religion in gewisser Weise als ein verbindendes Merkmal gewertet werden, da über 90 % der Bevölkerung katholisch getauft sind. Viele der folgenden Merkmale einzelner Subkulturen in Kolumbien sind vergleichbar mit denen anderer süd- und mittelamerikanischer Staaten.

### Feiertage
| Datum | Name                       | Deutscher Name                          |
| --- | -------------------------- | --------------------------------------- |
| 1. Januar | Año Nuevo                  | Neujahr                                 |
| 6. Januar* | Epifanía / 3 Reyes Magos   | Dreikönigstag                           |
| 19. März* | San José                   | Sankt Josef                             |
| variabel | Jueves Santo               | Gründonnerstag                          |
| variabel | Viernes Santo              | Karfreitag                              |
| 1. Mai | Día del Trabajo            | Tag der Arbeit                          |
| variabel* | Ascensión del Señor        | Christi Himmelfahrt                     |
| variabel* | Corpus Christi             | Fronleichnam                            |
| variabel* | Sagrado Corazón            | Herz-Jesu-Fest                          |
| 17.–18. Juni* | Dia del Padre              | Vatertag                                |
| 20. Juli | Día de la Independencia    | Tag der Unabhängigkeit                  |
| 7. August | Batalla de Boyacá          | Tag der Befreiung                       |
| 15. August | Asunción de la Virgen      | Mariä Himmelfahrt                       |
| 12. Oktober* | Día de la Raza             | Tag der Rasse (siehe auch Columbus Day) |
| 1. November* | Día de Todos los Santos    | Allerheiligen                           |
| 11. November* | Independencia de Cartagena | Unabhängigkeit von Cartagena            |
| 8. Dezember* | Inmaculada Concepción      | Mariä Empfängnis                        |
| 25. Dezember | Navidad                    | Weihnachten                             |
| Mit * sind die Feiertage versehen, die auf den darauf folgenden Montag verschoben werden. Alle hier aufgeführten Feiertage gelten als Nationalfeiertag. |                            |                                         |

### Küche
Die kolumbianische Küche ist, der Geografie des Landes entsprechend, sehr vielfältig mit starken regionalen Unterschieden. Gemeinsamer Nenner ist dabei die Bedeutung von Reis, Kartoffeln, Bohnen und Kochbananen. In den Küstentiefländern dominiert der Fisch als Hauptspeise, während in den Hochländern eher deftige Speisen wie der Ajiaco-Eintopf prägend sind.

### Architektur
Auch die kolumbianische Architektur hat bedeutende Beiträge geliefert. Neben den herausragenden Bauten der Kolonialzeit, die sich in Städten wie Cartagena oder Mompox erhalten haben, sind auch Bauwerke jüngeren Datums zu nennen. Der Name Rogelio Salmona steht besonders für die Bauten der Moderne, die das Gesicht vieler kolumbianischer Großstädte prägen.

### Regionale Kulturen

#### Kultur der Paisas
Das Wort Paisa stammt sicherlich von dem Wort paisano (Landmann) ab, gilt aber in Kolumbien als Beschreibung einer Subkultur derer, die aus den Departamentos Antioquia, Caldas, Quindío, Risaralda, dem Norden des Valle del Cauca und Nordosten des Tolimas stammen.
Der Paisa gilt als produktiv, aktiv, sparsam und unternehmerisch, was aber durchaus aus einer Vielzahl von Vorurteilen stammen könnte. Auf Grund der geografischen Lage, die sehr bergig ist, waren die Paisas während der Conquista sehr unabhängig von der Kultur der Spanier und den Nachbargebieten. Auch diese Subkultur ist durch einen eigenen Akzent geprägt, der sich durch die Eigenart des Voseo, eine unterschiedliche Art im Spanischen zu Duzen, kennzeichnet.

#### Kultur der Caleños
Die Caleños kommen aus der Region des Cauca Tals. Sie sind ein fröhlicher Menschenschlag, deren Leben vom Salsa tanzen zur Musik des Salsa dominiert wird. Die Fiesta auf dem Salsódromo ist weltberühmt und zieht Tausende Besucher an. Die Bevölkerung ist bekannt langsam zu sprechen und sich Zeit zu nehmen. Statt Pan (Brot) sagen sie Pam. Deshalb wird von den dort lebenden Einwohnern z. B. in allen Fernsehimitationen oder Radioparodien „de huevóm“ gesprochen, was so viel bedeutet wie „dumme Person, die jeder ausnutzt oder eine Gelegenheit nicht ausnutzt“.

#### Kultur der Costeños
Als Costeño wird eine Person aus der karibischen Küstenregion Kolumbiens genannt, die meistens afrikanischer Abstammung ist. Die Costeños werden als fröhliches und lautes Volk charakterisiert. Besonders ausgeprägt ist diese Subkultur in den Gebieten um die Städte Cartagena, Barranquilla und Santa Marta. Die für diese Gegend üblichen Nahrungsmittel Bananen, Kokosnuss, Reis und Fisch sind für die Costeños kennzeichnend. Deren Akzent wird dadurch erkannt, dass das ‚s‘ am Ende des Wortes nicht ausgesprochen wird und unterdrückt wird, wenn ein Konsonant darauf folgt (Beispiel: cohta anstatt costa).

#### Kultur der Llaneros
Die Llaneros kommen aus den tropischen Savannen um den Orinoko-Fluss. Seit der Teilung von Kolumbien und Venezuela 1830 ist die Kultur weitgehend dieselbe geblieben.

### Kunst allgemein

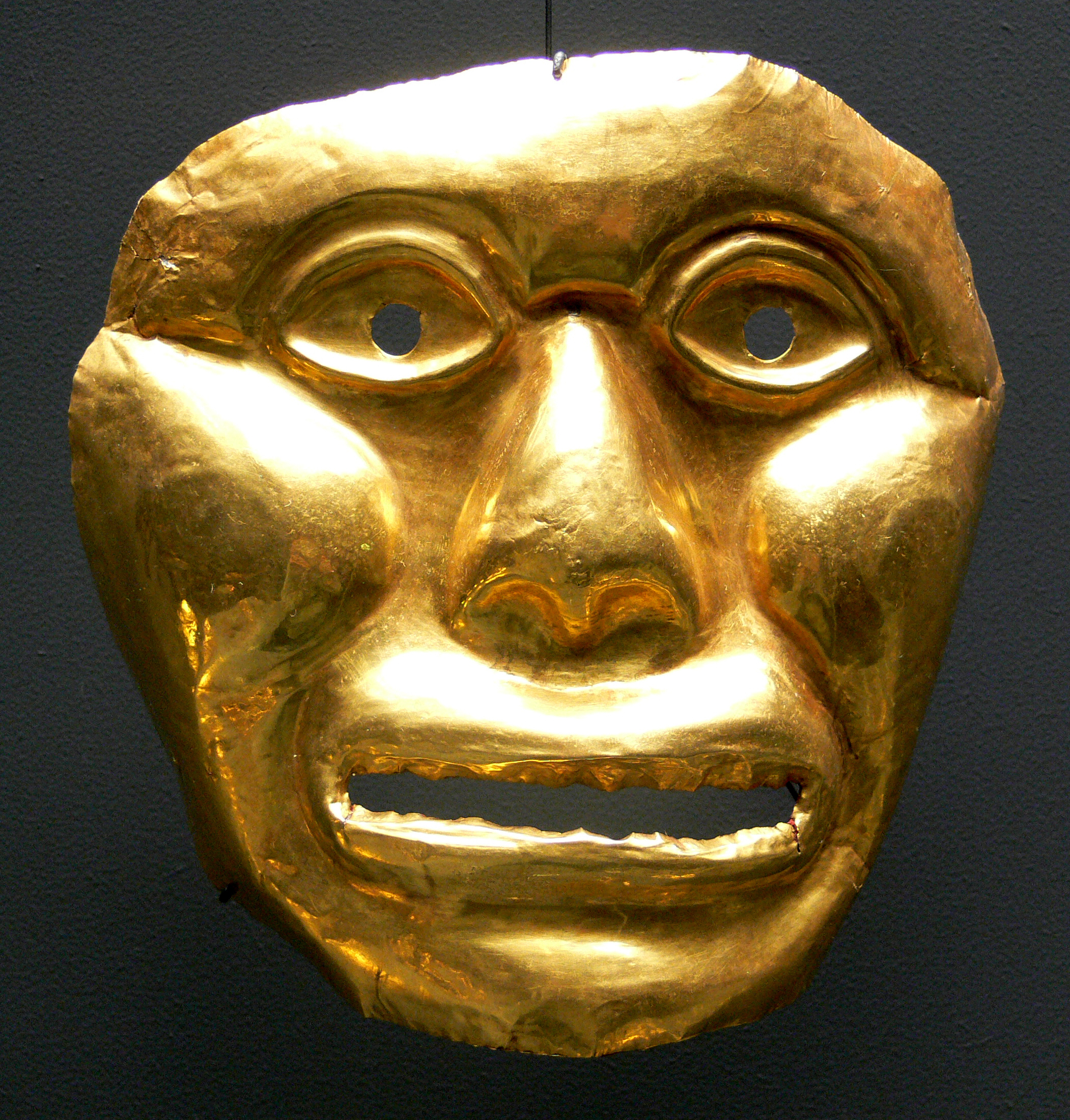
Totenmaske, Ilama (Calima), Kolumbien, 1. Jahrtausend v. Chr., Goldblech

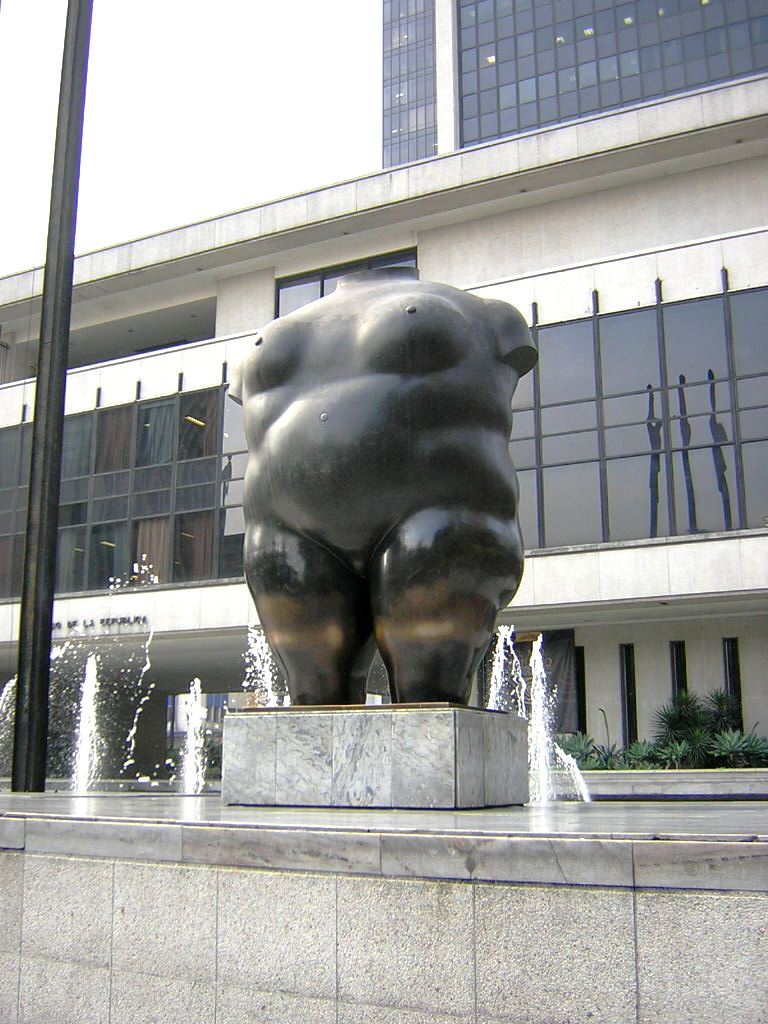
Torso einer Frau von Botero

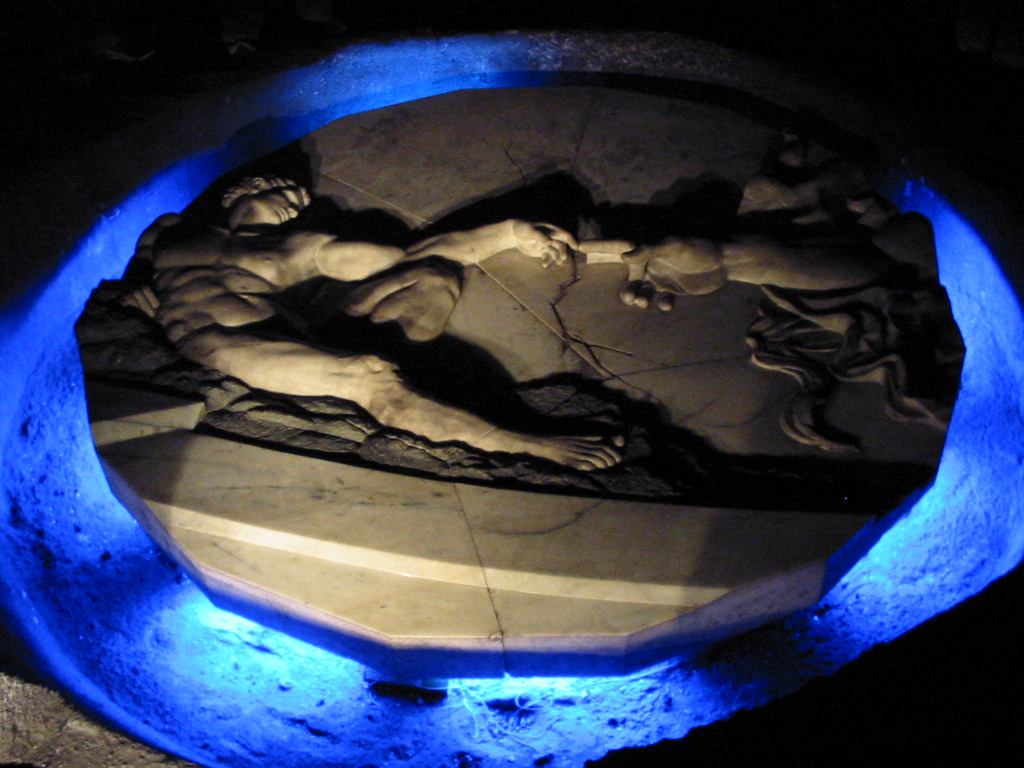
Salzkathedrale – Adam

Kolumbien hat eine lange Geschichte der Künste, die bis in die präkolumbischen Zeiten zurückgeht. Bekannt sind aus diesen Zeiten Goldfiguren, Schmuck und Tonarbeiten. In der Hauptstadt Bogotá sind im Goldmuseum viele dieser Stücke ausgestellt, dessen Sammlung präkolumbischer Goldobjekte gilt als die größte ihrer Art. Ein Großteil der alten Goldfiguren ist aber seit der Entdeckung Amerikas, erst durch die Entdecker und dann durch Grabräuber, verschwunden. Die diversen Volksgruppen stellen weiterhin unterschiedlichste Arten von Kunst her, unter anderem die handgewebten Handtaschen (Mochilas) und Hängematten der Guajiros.
Zu den bekanntesten kolumbianischen Künstlern des 20. Jahrhunderts zählen Omar Rayo, Enrique Grau, Fernando Botero und Alejandro Obregón. Weitere herausragende Künstler der vergangenen Jahrzehnte sind Edgar Negret, Eduardo Ramírez Villamizar, Rodrigo Arenas Betancourt, Doris Salcedo sowie die deutschstämmigen Guillermo Wiedemann und Leopoldo Richter.

### Theater
Das kolumbianische Theater gehört zur Avantgarde Lateinamerikas. Insbesondere das zweijährlich von Fanny Mikey organisierte Festival Iberoamericano de Teatro in Bogotá hat sich zum Pflichttermin lateinamerikanischer Theaterschaffender entwickelt. Barranquilla, Pasto und Riosucio sind durch überregional bekannte Karnevalsfeiern bekannt geworden.

### Musik und Tanz

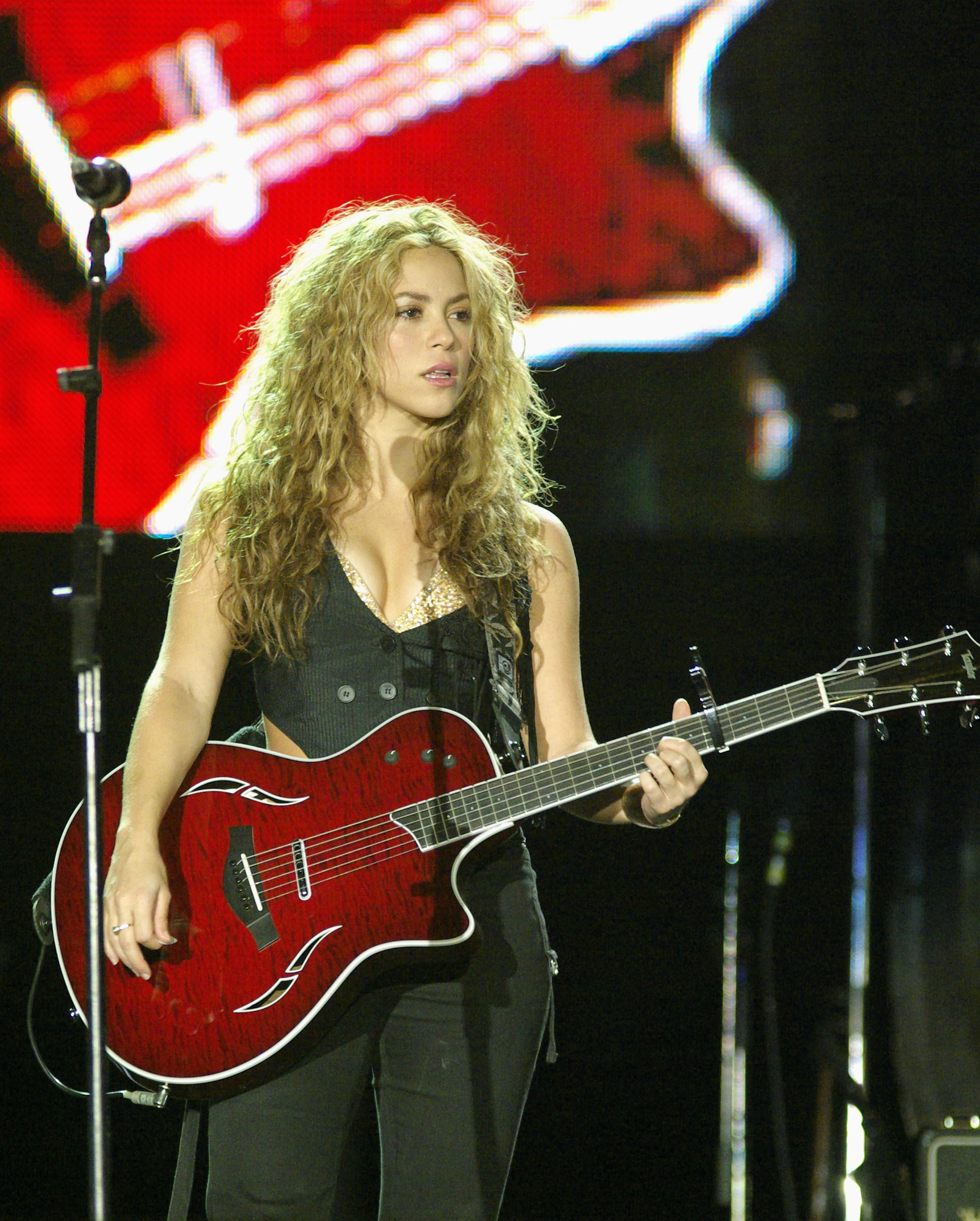
Shakira: „Musikexport Nr. 1“

Die traditionelle kolumbianische Musik ist sehr vielfältig. Die Musik der Karibikküste, wo viele Afro-Kolumbianer leben, ist stark von afrikanischen Rhythmen geprägt, wie man es in Stilen wie der Cumbia und dem verwandten, aber melodischem Vallenato hören kann. Eine neue in dieser Region Kolumbiens entstandene Musikrichtung ist der ebenfalls stark von afrikanischen und karibischen Einflüssen geprägte Champeta. Als Beispiel für einen von den spanischen Eroberern geprägten Musik- und Tanzstil wäre Joropo zu nennen, der in den Llanos, einer gemeinsamen Region Kolumbiens und Venezuelas populär ist.
Völlig anders ist dagegen die traditionelle Musik der Andenregion um Bogotá, die eine Mischung spanischer und vorkolumbischer Stilelemente ist und damit der Folkloremusik des Hochlandes von Peru und Ecuador ähnelt. Im Rest des Landes ist die traditionelle Musik vor allem von spanischen und italienischen Einflüssen geprägt.
Salsa ist in Kolumbien wie auch im Rest Südamerikas ebenfalls sehr beliebt. Berühmte kolumbianische Salsa-Interpreten sind die Grupo Niche, Fruko y sus Tesos und Joe Arroyo. Die derzeit bekanntesten Musiker Kolumbiens sind die Sängerinnen Shakira und Karol G sowie die Sänger J Balvin und Maluma. Mittlerweile haben es auch der Pop-Sänger Juanes und der Vallenato-Interpret Carlos Vives zu internationaler Berühmtheit gebracht.
In den kolumbianischen Großstädten gibt es seit den 1990er Jahren eine ständig wachsende moderne Musikkultur. Im Jahr 1994 fand zum ersten Mal das Festival Rock al Parque statt, das mittlerweile das größte kostenlose Rockfestival Lateinamerikas ist. In den vergangenen Jahren hat auch der Hip-Hop in den Großstädten Kolumbiens immer mehr an Anerkennung gewonnen. Die oft in ghettoähnlichen Vierteln lebenden Jugendlichen identifizieren sich mit der afroamerikanischen Subkultur, da auch sie am Rande der Gesellschaft leben. Die Sociedad FB7 aus Medellín machte 2005 eine Tour durch Deutschland.
Kolumbien besitzt außerdem eine lange Tradition in der Komposition klassischer Musik europäischer Prägung. Diese beginnt mit den teilweise heute im Kathedralarchiv erhaltenen geistlichen Kompositionen an der Kathedrale von Bogotá aus dem 17. Jahrhundert. Auch aus dem 18. und frühen 19. Jahrhundert sind Kompositionen überliefert.
Einen Aufschwung erfuhr die „klassische“ Musikproduktion im späten 19. und 20. Jahrhundert, vergleichbar mit der Entwicklung in anderen südamerikanischen Staaten nach der Erlangung der Unabhängigkeit. Hervorzuheben ist hier insbesondere der Komponist Adolfo Mejía, dessen Werke in Kolumbien sehr populär sind.
Kolumbien besitzt mehrere professionelle Sinfonieorchester und mehrere Berufsausbildungsstätten für Musikberufe.
Auch der kolumbianische Tanz gehört zum Kulturgut, der sich in vielen regionalen Arten entwickelt hat.

### Film
Der kolumbianische Film ist zwar international nicht so bekannt wie die Filmindustrie Brasiliens oder Kubas, hat aber mit Vertretern wie Sergio Cabrera Anerkennung auf Filmfestivals in Europa gefunden. In diesem Zusammenhang sind auch – seichtere – kolumbianische TV-Produktionen zu nennen, wie das Telenovela-Format Yo soy Betty, la Fea, das rund um den Globus kopiert wird.

### Weltkulturerbe der UNESCO in Kolumbien
Die UNESCO erklärte bisher sechs Plätze in Kolumbien zum Weltkulturerbe:
- Hafen, Befestigungen und Baudenkmäler der Kolonialzeit in Cartagena (K/1984)
- Nationalpark Los Katíos (N/1994)
- historisches Zentrum von Santa Cruz de Mompox (K/1995)
- archäologischer Park Tierradentro (K/1995)
- archäologischer Park San Agustín (K/1995)
- Naturreservat Malpelo (N/2006)

als Meisterwerke des mündlichen und immateriellen Kulturerbes sind anerkannt:
- der Karneval von Barranquilla (2003)
- der Kulturraum von San Basilio de Palenque (2005)

### Medien
Die meistgelesenen Zeitungen sind El Tiempo und bis zur Umwandlung zur Wochenzeitung El Espectador. Außerdem werden die Publikationen El Nuevo Siglo, El Colombiano, El País und La República, Vanguardia Liberal, La Patria, El Heraldo, El Nuevo Dia und El Universal verlegt. Die bekanntesten Zeitschriften sind Semana (Politik), Cambio (Politik), Portafolio (Wirtschaft), Cromos (Varieté) und SoHo (Varieté).
Offiziell senden 413 Mittelwellen- und 217 UKW-Radiosender. Es gibt ca. 10,5 Millionen Fernsehempfänger.
Radio ist ein sehr beliebtes Medium in Kolumbien. Es gibt eine Fülle von staatlichen und privaten Radiosendern. Von den privaten Radiosendern sind viele in Cadenas (Radio-Ketten) zusammengeschlossen und so kann man viele Sender aus Bogotá im ganzen Land empfangen. Eine Besonderheit sind in Kolumbien die sogenannten Geisel-Radios wie etwa Las voces del secuestro („Die Stimmen der Entführung“) des Senders Caracol. In diesen speziellen Sendungen, die meist in der Nacht ausgestrahlt werden, können die Familien der vielen von Guerilla oder Paramilitärs Entführten ihren Angehörigen eine Botschaft schicken.
Kolumbiens Fernsehwelt besteht aus etwa 15 Sendern. Einige kolumbianische Fernsehserien, darunter viele Telenovelas und Familienserien wie Yo soy Betty, la fea, sind wegen ihrer niedrigen Produktionskosten und der hohen Qualität zu einem Exportschlager geworden. Yo soy Betty, la fea wurde zur Vorlage für einige andere Fernsehserien, so zum Beispiel in Deutschland für Verliebt in Berlin.
In Kolumbien herrscht heutzutage weitestgehend Pressefreiheit. Wie in vielen Ländern sind die einzelnen Medien im Eigentum von nur wenigen Gesellschaften und werden auch zu politischen Zwecken genutzt. Die Organización Ardila Lülle als Beispiel ist Eigentümer von Radio Cadena Nacional (RCN), einem großen Radiosender, seit 1995 auch des eigenen TV-Senders RCN Televisión (RCNTV) und auch des größten Musikverlegers Sonolux. Firmen und Beteiligungen der Familie Santo Domingo mit der Gruppe Valorem sind (Teil)Inhaber von Radio Caracol, Caracol TV, Bogotá City TV und der Zeitung El Espectador.

### Sport
Kolumbien ist besonders für Fußball und Radsport international bekannt.
Juan Pablo Montoya war einige Jahre in der Formel 1 erfolgreich und fährt mittlerweile in der IndyCar Series. 2005 hat die Golfspielerin María Isabel Baena erstmals einen Titel für Kolumbien bei dem in New Jersey, USA ausgetragenen Match Play-Meisterschaft gewonnen. Mittlerweile belegt der Kolumbianer Camilo Villegas den zweiten Platz hinter dem legendären Spieler Tiger Woods in der Ford Golf Championship 2006 in Miami. Baena, Villegas und Jesus Armando Amaya „La Estrellita“ sind die stärksten Vertreter des Landes in dieser außergewöhnlichen Disziplin für ein lateinamerikanisches Land. Sie versprechen viel für die LPGA und PGA in den nächsten Jahren. Bekannteste Tennisspieler sind Fabiola Zuluaga, Miguel Tobón und Alejandro Falla. Clara Juliana Guerrero ist die weltbeste Kegelspielerin, eine Sportart in der auch u. a. die Geschwister Paola Rocío Gómez Ardila und Jaime Andrés Gómez Ardila das Land vertreten.

#### Boxen
Geboxt wird in Kolumbien besonders an den Küsten. Jedoch ist die Infrastruktur zur Förderung dieses Sports nicht Priorität des Staates. So sind ein Großteil der später bekanntgewordenen Boxer mit eigenen Mitteln zu dem geworden. Berühmte Boxer sind der legendäre Antonio Cervantes „Kid Pambelé“, der vier Jahre lang Weltmeister in der Gewichtsklasse 140 Pfund Juniorgewicht der WBA war und Miguel „Happy“ Lora, der zwischen 1985 und 1989 den Weltmeistertitel in der Gewichtsklasse 118 Pfund Bantamgewicht der WBC hielt. Ein weiterer aufstrebender Boxer, der zurzeit zu den besten im Mittelgewicht gehört, ist Edison Miranda.

#### Leichtathletik und Gewichtheben
Caterine Ibargüen holte bei den Olympischen Spielen 2016 in Rio de Janeiro mit 15,17 Meter die Goldmedaille im Dreisprung. Óscar Figueroa holte bei den Olympischen Spielen 2016 in Rio de Janeiro in der Gewichtsklasse bis 62 kg die Goldmedaille im Gewichtheben mit 318 kg.

#### Fußball
Eine Fußballliga wurde 1924 geplant und durch den Beitritt 1936 zu der Confederación Sudamericana de Fútbol (CONMEBOL) besiegelt. Die Nationalelf spielte zum ersten Mal 1962 in Chile bei der Weltmeisterschaft mit. Aus drei Spielen erhielt sie aber nur einen Punkt, spielte aber mit einem 4:4 gegen die UdSSR eine historische Partie. 1964 wurde die Bundesliga „Federación de Fútbol de Colombia (Fedebol)“ mit Unterstützung der FIFA gegründet. Kolumbien wurde 1974 von der FIFA die Austragung der 1986 zu spielenden Weltmeisterschaft zugesprochen, die aber letztlich wegen Uneinigkeiten zwischen Privat- und Staatsfinanzierungen 1981 an Mexiko ging.
Der bisher größte Erfolg der Fußballnationalmannschaft ist der im Jahre 2001 errungene Titel der Copa América, welcher zudem in Kolumbien ausgetragen wurde. Weitere Höhepunkte waren die jeweilige Qualifikation zu den Fußball-Weltmeisterschaften von 1962, 1990, 1994, 1998, 2014 und 2018 sowie der historische 5:0-Sieg über Argentinien in Buenos Aires. Dieses Spiel diente der Qualifikation zur Weltmeisterschaft 1994 in den USA.

#### Baseball
Baseball wird in Kolumbien seit 1948 in der Liga Colombiana de Béisbol Profesional professionell gespielt. Die Liga besteht aus sechs Teams. Die besten Baseballtalente Kolumbiens spielen in der MLB in Nordamerika.

#### Radsport

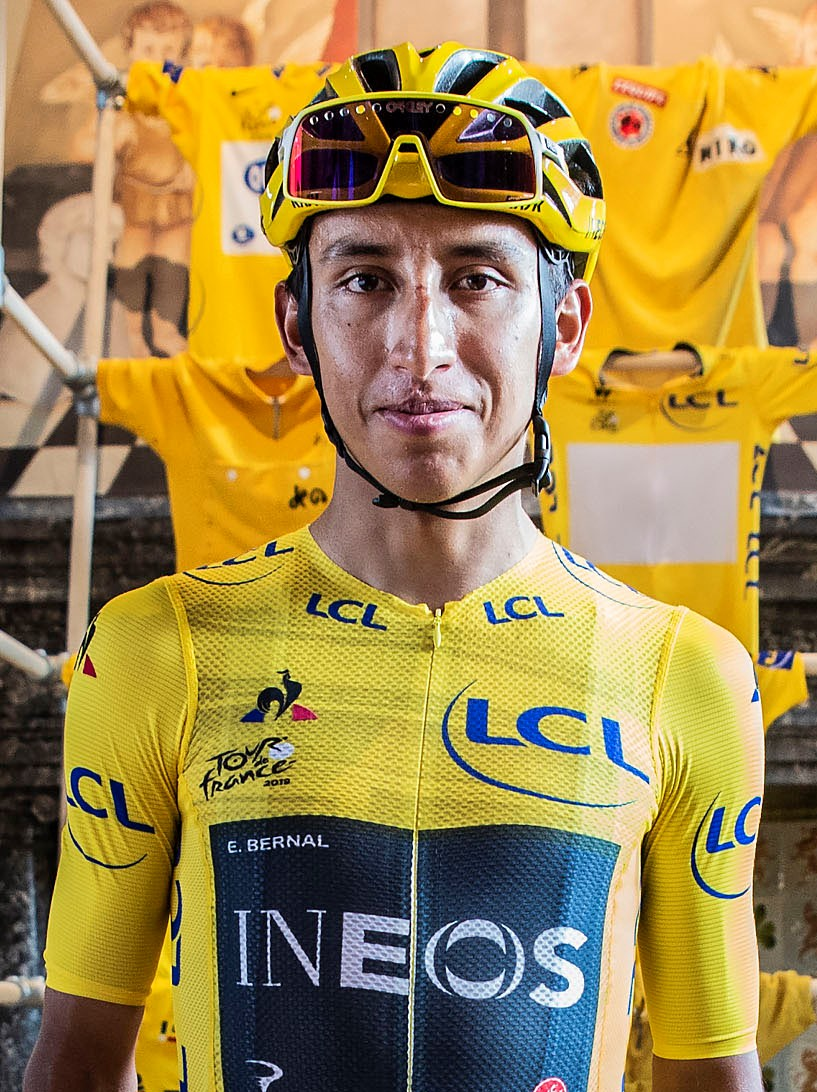
Egan Bernal gewann als erster kolumbianischer Straßenradrennfahrer 2019 die Tour de France

Der Radsport kann nach Fußball als Volkssport der Kolumbianer gewertet werden. Das erste in Etappen gefahrene Rennen Südamerikas, die Vuelta a Colombia wurde 1951 in Kolumbien absolviert.
Erster bekannter kolumbianischer Radrennfahrer bei der Tour de France war Martín Emilio Rodríguez, der das Rennen 1977 als 27. beendete. Fabio Parra gewann 1988 drei Etappen und endete als Dritter in der Gesamtwertung. Luis „Lucho“ Alberto Herrera gewann 1985 und 1987 zweimal das Gepunktete Trikot des Siegers der Bergwertung und holte insgesamt fünf Etappensiege und wurde dadurch zum kolumbianischen Nationalhelden.
2013 gewann Nairo Quintana nach bereits starken Vorleistungen eine Etappe der Tour de France, das Gepunktete Trikot, die Nachwuchswertung und sicherte sich den zweiten Platz in der Gesamtwertung und löste damit abermals eine große Radsporteuphorie in Kolumbien aus.
Mariana Pajón gewann zweimal die Goldmedaille (bei den Olympischen Spielen 2012 in London und den Olympischen Spielen 2016 in Rio de Janeiro) und einmal die Silbermedaille (Olympische Spiele 2021 in Tokio) im BMX-Wettbewerb.
2019 gewann Egan Bernal als erster Kolumbianer die Tour de France.

#### Inline-Skating

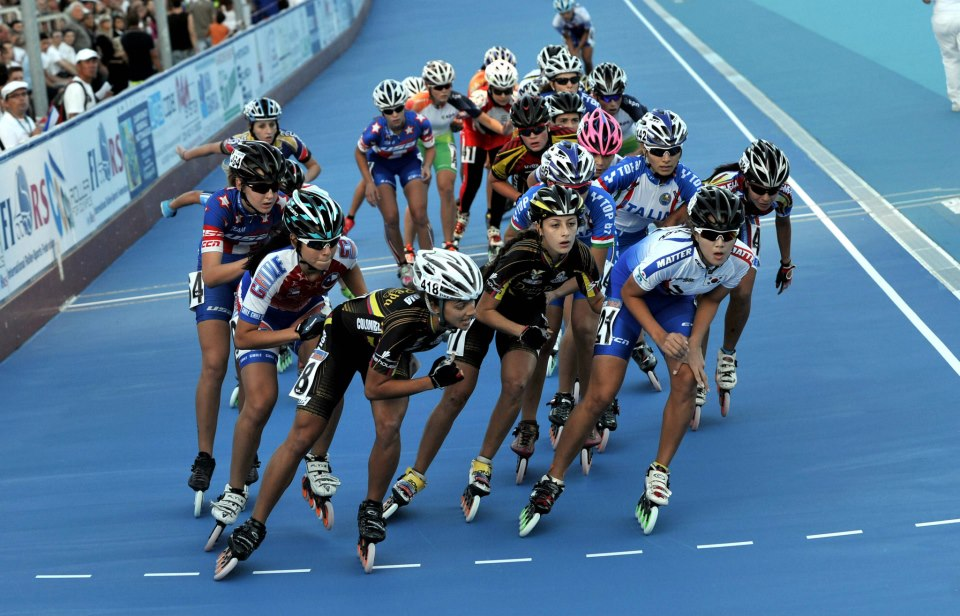
Seit einigen Jahren zählt Kolumbien im Inline-Skating zu den stärksten Nationen weltweit

Seit einigen Jahren zählt Kolumbien in dieser Disziplin zu den stärksten Nationen weltweit. Die bekannteste Inline-Skaterin ist Cecilia Baena (Sportlerin des Jahres 2001 in Kolumbien), bei den Panamerikanischen Meisterschaften 2005 gewann sie neun Medaillen. 2004 wurde sie in Italien dreifache Weltmeisterin. Außerdem gewann sie das größte Inlinerennen der Welt, den Berlin-Marathon mit 10.000 Teilnehmern. Weitere bekannte Weltmeister sowie Weltrekordhalter sind Diego Rosero und Jorge Andrés Botero. Die Nationalmannschaft gewann die Weltmeistertitel 2000, 2002, 2004, 2005, 2006 und 2007.

#### Tejo
Tejo, eine moderne Version eines Indianerspieles namens Turmequé, wird schon über 500 Jahre lang in den Departamentos Cundinamarca und Boyacá gespielt und wurde im Juni 2000 vom kolumbianischen Kongress zum Nationalsport ernannt. Die moderne Version sieht vor, eine eiserne Halbkugel, den Tejo, in einen metallischen Kreis zu werfen und so, die an den vier Himmelsrichtungen aufgelegten Schwarzpulvertaschen, die Mechas, zum lauten Knall zu zwingen. Wer dem Zentrum am nächsten liegt, gewinnt das Spiel, wenn keine der Mechas getroffen wird. Wenn eine Mecha getroffen wird, so gewinnt der Einzelspieler oder das Team des Spielers, ganz egal wer der Mitte am nächsten liegt. Die Partien werden traditionell von alkoholischen Getränken wie Bier und Aguardiente begleitet. Die Brauereien sind daher naturgemäß die größten Sponsoren.

#### Inklusion
Special Olympics Kolumbien wurde vor 2011 gegründet und nahm mehrmals an Special Olympics Weltspielen teil.

### Offizielle Websites
- Homepage Regierung/Präsident von Kolumbien (spanisch)
- Kolumbianische Botschaft in Deutschland (spanisch, deutsch)
- Deutsche Botschaft in Kolumbien (spanisch, deutsch)
- Goethe-Institut Bogotá (spanisch, deutsch)
- Kolumbianische Nationalbibliothek

### Dossiers
- Länderinformationen – Kolumbien des deutschen Auswärtigen Amtes
- Christiane Schwarz und Alexandra Huck: DOSSIER Innerstaatliche Konflikte – Kolumbien. Bundeszentrale für politische Bildung, 13. Oktober 2020, abgerufen am 3. April 2022.
- Der kolumbianische Konflikt. Entstehung – Zusammenhänge – Dimensionen

### Europäisch-kolumbianische Beziehungen
- Deutsch-Kolumbianische Industrie- und Handelskammer (spanisch, deutsch)
- Deutsch-Kolumbianischer Freundeskreis e. V.
- Österreichisch-Kolumbianische Gesellschaft e. V. (deutsch-spanisch)

### Sonstige Websites
- Datenbank inhaltlich erschlossener Literatur zur gesellschaftlichen, politischen und wirtschaftlichen Situation in Kolumbien
- kolko e. V. – Menschenrechte für Kolumbien
- IDMC – Internal Displacement Monitoring CentreStatistiken und Lebensgeschichten von Vertriebenen in Kolumbien (englisch)
- CIA World Factbook: Kolumbien  (englisch)